# عمر المختار
السيّد عُمَرُ بن مُخْتارِ بن عُمَرَ المَنفِيُّ الهِلالِيُّ (20 أغسطس 1858-الموافق 10 محرم 1275هـ - 16 سبتمبر 1931- الموافق 3 جمادى الأولى 1350هـ)، الشهير بعُمر المختار، الملقب بشيخ الشهداء، وشيخ المُجاهدين، وأسد الصحراء، هو قائد أدوار السنوسية في ليبيا، وأحد أشهر المقاومين العرب والمسلمين. ينتمي إلى بيت فرحات من قبيلة منفة الهلالية التي تنتقل في بادية برقة.
حارب عُمر المختار الطليان «الإيطاليين» مذ كان عمره 53 عامًا لأكثر من عشرين عامًا في عدد كبير من المعارك، إلى أن قُبض عليه من قِبل الجنود الطليان، وأُجريت له محاكمة صوريّة انتهت بإصدار حكم بإعدامه شنقًا، فنُفذت فيه العقوبة على الرغم من أنه كان كبير السن ومريضًا، فقد بلغ في حينها 73 عامًا وعانى من الحمّى. وكان الهدف من إعدام عمر المُختار إضعاف الروح المعنويَّة للمقاومين الليبيين والقضاء على الحركات المناهضة للحُكم الإيطالي، لكن النتيجة جاءت عكسيَّة، فقد ارتفعت حدَّة الثورات، وانتهى الأمر بأن طُردت القوات الإيطالية من البلاد.
حصد عُمر المُختار إعجاب وتعاطف الكثير من الناس أثناء حياته، وأشخاص أكثر بعد إعدامه، فأخبار الشيخ الطاعن في السن الذي يُقاتل في سبيل بلاده ودينه استقطبت انتباه الكثير من المسلمين والعرب الذين كانوا يعانون من نير الاحتلال الأوروبي في حينها، وحثّت المقاومين على التحرّك، وبعد وفاته حصدت صورته وهو مُعلّقٌ على حبل المشنقة تعاطف أشخاص أكثر، من العالَمَين الشرقي والغربي على حد سواء، فَكَبُرَ المُختار في أذهان الناس وأصبح بطلًا شهيدًا. رثى عدد من الشُعراء المُختار بعد إعدامه، وظهرت شخصيَّته في فيلم من إخراج مصطفى العقَّاد من عام 1981 حمل عنوان «أسد الصحراء»، وفيه جسَّد الممثل المكسيكي - الأمريكي أنطوني كوين دور عُمر المختار.

## سنواته الأولى

### نسبه
هو عمر المختار محمد فرحات ابريدان امحمد مومن بوهديمه عبد الله – علم مناف بن محسن بن حسن بن عكرمه بن الوتاج بن سفيان بن خالد بن الجوشافي بن طاهر بن الأرقع بن سعيد بن عويده بن الجارح بن خافي (الموصوف بالعروة) بن هشام بن مناف الكبير. من بيت فرحات من قبيلة بريدان وهي بطن من قبيلة المنفة أو المنيف والتي ترجع إلى عبد مناف بن هلال بن عامر بن صعصعة بن معاوية بن بكر بن هوازن، أولى القبائل الهلالية التي دخلت برقة. أمه هي عائشة بنت محارب.

### نشأته
وُلد عمر المختار في البطنان ببرقة في الجبل الأخضر عام 1862، وقيل عام 1858، وكفله أبوه وعني بتربيته تربيةً إسلاميَّة حميدة مستمدة من تعاليم الحركة السنوسية القائمة على القرآن والسنَّة النبويَّة. ولم يُعايش عمر المختار والده طويلًا، إذ حدث أن توفي والده وهو في طريقه إلى مدينة مكَّة لأداء فريضة الحج، فعهد وهو في حالة المرض إلى رفيقه أحمد الغرياني (شقيق شيخ زاوية جنزور) بأن يُبلّغ شقيقه بأنَّه عهد إليه بتربية ولديه عمر ومحمد. وبعد عودة أحمد الغرياني من الحج، توجه فورًا إلى شقيقه الشيخ حسين وأخبره بما حصل وبرغبة مختار بن عمر أن يتولّى شؤون ولديه، فوافق من غير تردد، وتولّى رعايتهما محققاً رغبة والدهما، فأدخلهما مدرسة القرآن الكريم بالزاوية، ثم ألحق عمر المختار بالمعهد الجغبوبي لينضم إلى طلبة العلم من أبناء الإخوان والقبائل الأخرى.
حصد عمر المختار انتباه شيوخه في صباه، فهو اليتيم اليافع، الذي شجّع القرآن الناس وحثهم على العطف على أمثاله كي تُخفف عنهم مرارة العيش، كما أظهر ذكاءً واضحًا، مما جعل شيوخه يهتمون به في معهد الجغبوب الذي كان منارة للعلم، وملتقى للعلماء والفقهاء والأدباء والمربين، الذين كانوا يشرفون على تربية وتعليم وإعداد المتفوقين من أبناء المسلمين ليعدّوهم لحمل رسالة الإسلام، ثم يرسلوهم بعد سنين عديدة من العلم والتلقي والتربية إلى مواطن القبائل في ليبيا وأفريقيا لتعليم الناس وتربيتهم على مبادئ الإسلام وتعاليمه. مكث عمر المختار في معهد الجغبوب ثمانية أعوام ينهل من العلوم الشرعية المتنوعة كالفقه والحديث والتفسير، ومن أشهر شيوخه الذين تتلمذ على أيديهم: السيّد الزروالي المغربي، والسيّد الجوّاني، والعلّامة فالح بن محمد بن عبد الله الظاهري المدني، وغيرهم كثير، وشهدوا له بالنباهة ورجاحة العقل، ومتانة الخلق، وحب الدعوة، وكان يقوم بما عليه من واجبات عمليَّة أسوة بزملائه الذين يؤدون أعمالًا مماثلة في ساعات معينة إلى جانب طلب العلم، وكان مخلصًا في عمله متفانيًا في أداء ما عليه، ولم يعرف عنه زملاؤه أنه أجَّل عمل يومه إلى غده.
وهكذا اشتهر بالجدية والحزم والاستقامة والصبر، ولفتت شمائله أنظار أساتذته وزملائه وهو لم يزل يافعاً، وكان الأساتذة يبلغون الإمام محمد المهدي أخبار الطلبة وأخلاق كل واحد منهم، فأكبر الأخير في عمر المختار صفاته وما يتحلى به من أخلاق عالية. ومع مرور الزمن وبعد أن بلغ عمر المختار أشدَّه، اكتسب من العلوم الدينية الشيء الكثير ومن العلوم الدنيويَّة ما تيسَّر له، فأصبح على إلمام واسع بشؤون البيئة التي تحيط به وعلى جانب كبير في الإدراك بأحوال الوسط الذي يعيش فيه وعلى معرفة واسعة بالأحداث القبلية وتاريخ وقائعها، وتوسَّع في معرفة الأنساب والارتباطات التي تصل هذه القبائل بعضها ببعض، وبتقاليدها، وعاداتها، ومواقعها، وتعلَّم من بيئته التي نشأ فيها وسائل فض الخصومات البدوية وما يتطلبه الموقف من آراء ونظريات، كما أنه أصبح خبيراً بمسالك الصحراء وبالطرق التي كان يجتازها من برقة إلى مصر والسودان في الخارج وإلى الجغبوب والكفرة من الداخل، وكان يعرف أنواع النباتات وخصائصها على مختلف أنواعها في برقة، وكان على دراية بالأدواء التي تصيب الماشية ببرقة ومعرفة بطرق علاجها نتيجة للتجارب المتوارثة عند البدو وهي اختبارات مكتسبة عن طريق التجربة الطويلة، والملاحظة الدقيقة، وكان يعرف سمة كل قبيلة، وهي السمات التي توضع على الإبل والأغنام والأبقار لوضوح ملكيتها لأصحابها.

## علاقتهبالسنوسيين
خلال السنوات التي قضاها عمر المختار في الجغبوب حيث كان يكمل دراسته، تمكَّن من اكتساب سمعةٍ حسنةٍ وقوية عند شيوخ الحركة السنوسية. وقد بلغت تلك السمعة من القوة أن قرَّر محمد المهدي السنوسي - ثاني زعماء السنوسية - أخذ عمر المختار معه سنة 1895 برحلته من الجغبوب إلى الكفرة في جنوب شرق الصحراء الليبية، وبعد هذه الرحلة اصطحبه مرة أخرى في رحلة من الكفرة إلى منطقة قرو في غرب السودان، فاصطحب معه عمر المختار، وعيَّنه هناك شيخاً لزاوية عين كلك. ويروى أنه في الطريق إلى السودان وبينما كانت تعبر قافلته الصحراء أشار أحد المرافقين للقافلة إلى وجود أسد مفترس بالجوار، واقترح تقديم إحدى الإبل كفدية لاتّقاء شره، إلا أن عمر المختار رفض وقال: «إن الإتاوات التي كان يفرضها القوي منا على الضعيف قد أبطلت، فكيف يصحّ أن نعيدها لحيوان؟ والله إنها علامة ذلٍّ وهوان، والله إن خرج علينا لندفعه بسلاحنا»، ثم خرج الأسد فذهب إليه وقتله، وسلخ جلده وعلَّقه لتراه القوافل الأخرى، وبعد ذلك كل ما ذُكِرَت القصة كان يقول: ﴿وَمَا رَمَيْتَ إِذْ رَمَيْتَ وَلَكِنَّ اللَّهَ رَمَى﴾. وقد مكث عمر المختار بالسودان سنواتٍ طويلة نائباً عن المهدي السنوسي، حتى بلغ من إعجاب السنوسي به أن أصبح يقول: «لو كان عندنا عشرة مثل عمر المختار لاكتفينا بهم».
عيَّنه المهدي السنوسي في سنة 1897 شيخاً لبلدة تسمى زاوية القصور تقع بمنطقة الجبل الأخضر شمال شرق برقة، والتي تقع قريباً من مدينة المرج، وأحسن عمر المختار الأداء في هذا المنصب، رغم أن البلدة التي كُلِّف بإدارتها كانت تقطنها قبيلة العبيد التي اشتهرت بشدة البأس وصعوبة الانقياد. وقد أدَّت علاقته الوثيقة بالسنوسيّين إلى اكتسابه لقب سيدي عمر الذي لم يكن يحظى به إلا شيوخ السنوسية المعروفين.
عندما بدأ الاحتلال الفرنسي لتشاد في عام 1900 ناصب الفرنسيون الحركة السنوسية العداء وأخذوا يحاربونها، فجيَّشت الحركة نفسها ضد الفرنسيين بدورها، وكان عمر المختار ممَّن اختيروا لقيادة كتائب الحركة ضدَّهم، كما وقد شارك خلال ذلك بالدَّعوة في تشاد. وخلال قتاله في تشاد أصيبت إبل المقاتلين الأربعة آلاف بداء الجرب، ووُكِّل هو بعلاجهم، فأمر بأخذهم إلى عين كلك لأن مائها جيّد، فتعافت الإبل.
توفي محمد المهدي السنوسي في عام 1902 الموافق 1321 هـ، واستدعته القيادة السنوسية على إثر ذلك للعودة إلى برقة، وقيل في عام 1906. وهناك عُيِّن مجدداً وللمرة الثانية شيخاً لبلدة زاوية القصور، وأحسن إدارتها حتى أنَّ العثمانيين هنَّؤوه على تمكِّنه من جلب الهدوء والاستقرار إليها بعد أن أعياهم ذلك، وقد ظلَّ عمر المختار في هذا المنصب مدَّة ثماني سنوات، حتى عام 1911. وقد قاتل خلال هذه الفترة جيوش الانتداب البريطاني على الحدود المصرية الليبية، في مناطق البردية والسلوم ومساعد، خصوصاً معركة السلوم في عام 1908 التي انتهت بوقوع بلدة السلوم في أيدي البريطانيّين.

## القتال ضد الطليان

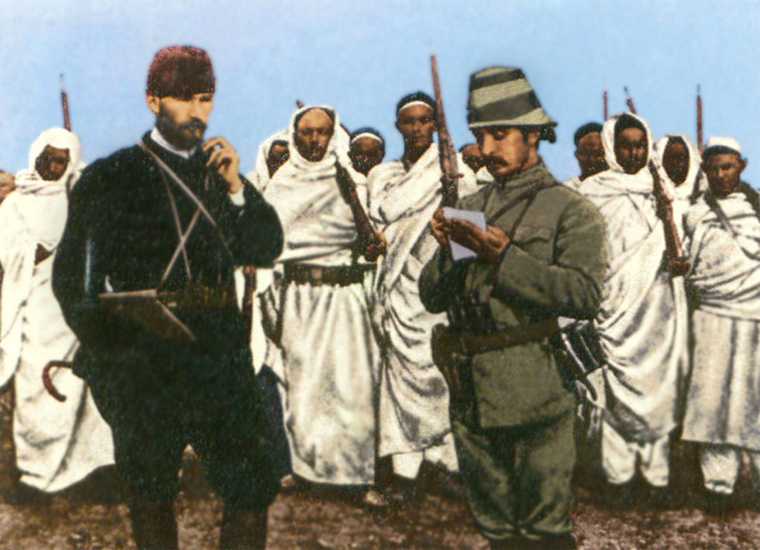
المُجاهدون الليبيون مع البكباشي مصطفى كمال (يسار) سنة 1912، قبل انسحاب الجيش العثماني من ليبيا وخضوعها لإيطاليا.

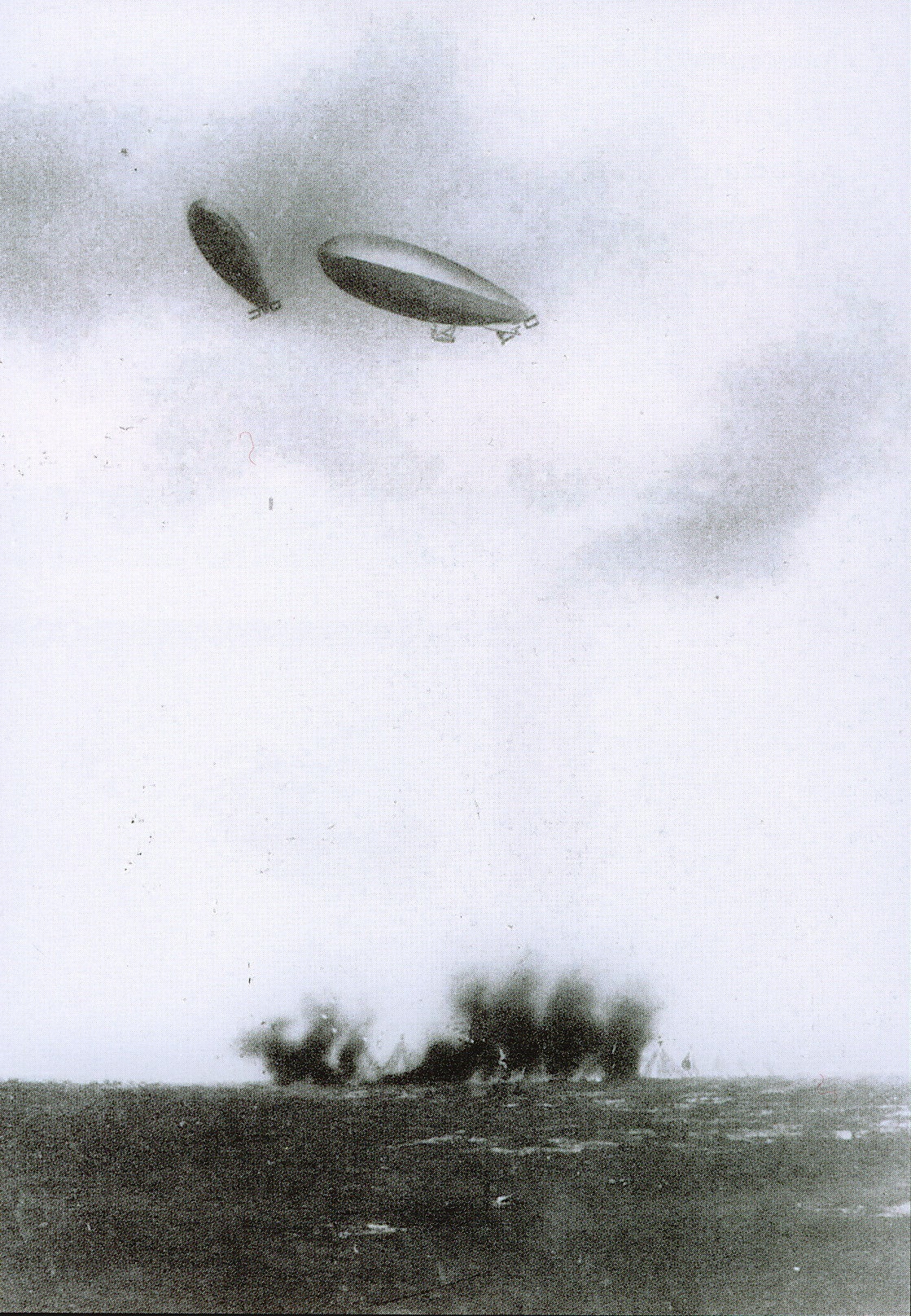
منطاد حربي إيطالي يقصف موقعاً عسكرياً عثمانياً في ليبيا. كانت الحرب الإيطاليَّة العثمانيَّة أوَّل حربٍ في التاريخ يُستعمل فيها المنطاد والطائرات لقصف مواقع العدو العسكريَّة.

في عام 1911 أعلنت إيطاليا الحرب على الدولة العثمانية، وبدأت إنزال قوَّاتها بمدينة بنغازي الساحلية شمال برقة في 19 أكتوبر الموافق الرابع من شوال عام 1329 هـ. وفي تلك الأثناء كان عمر المختار في مدينة الكفرة بقلب الصَّحراء في زيارة إلى السنوسيين، وعندما كان عائداً من هناك مرَّ بطريقه بواحة جالو، وعلم وهو فيها بخبر نزول الإيطاليين، فعاد مسرعًا إلى زاوية القصور لتجنيد أهلها من قبيلة العبيد لمقاومة الإيطاليّين، ونجح بجمع 1,000 مقاتل معه. وأول الأمر أسَّس عمر المختار معسكراً خاصًا له في منطقة الخروبة، ثم انتقل منها إلى الرجمة حيث التحق هو والمقاتلين الذين معه بالجيش العثماني، وأخيراً إلى بنينة جنوب مدينة بنغازي بحوالي 20 كيلومتراً وهناك انضموا إلى الكثير من المقاتلين الآخرين، وأصبح المعسكر قاعدةً لهم يخرجون منها ويغيرون باستمرارٍ على القوات الإيطالية. وقد رافق عمر المختار في هذه المرحلة من حياته الشيخ محمد الأخضر العيساوي، الذي روى أنه في خلال معركة السلاوي عام 1911، نزل المقاتلون الليبيون - بينما كانوا يحاربون الإيطاليين - إلى حقل زراعي للتخفّي فيه، وما إن وصلوه حتى بدأ الجنود الإيطاليون بإطلاق الرصاص الكثيف اتّجاه الحقل لقتلهم، وبينما هم على هذه الحال وجدوا حفرةً منخفضةً في الحقل، فأشاروا على عمر المختار بدخولها ليحتميَ من الرَّصاص، إلا أنه رفض بشدة، فدفعوه رغماً عنه وأدخلوه إليها، وظلَّ طوال المعركة يحاول الخروج منها وهم يمنعونه بالقوة.
في عام 1912 اندلعت حروب البلقان، فأجبرت الدولة العثمانية على عقد صلحٍ مع إيطاليا وقَّعته في لوزان بشهر نوفمبر، واضطرَّ نتيجةً لذلك قائد القوات العثمانية التي تقاتل الإيطاليين - عزيز بك المصري - للانسحاب إلى الأستانة، وسحب معه العسكر العثمانيّين النظاميّين في برقة الذين بلغ عددهم نحو 400 جندي. وقد أثار هذا الانسحاب - على الرغم من ضرورته وفقاً لشروط الصلح - سخط المقاتلين، فأصرُّوا على الجند العثمانيين أن يعطوهم أسلحتهم (وهو ما يناقض شروط الصلح)، فرفضوا، وعندما يئس المقاتلون أطلقوا على العثمانيين النار، فنشبت معركة سقط فيها قتلى من الطرفين، وعندما تأزَّم الوضع أُرسِلَ عمر المختار لفضّ النزاع، فلحق بالمقاتلين ونجح بإقناعهم بالعودة والتخلّي عن فكرة قتال العثمانيين. ظلَّ عمر المختار في موقع قيادة القتال ضد الطليان بكامل برقة حتى وصول أحمد الشريف السنوسي إلى درنة في شهر مايو من عام 1913 الموافق جمادى الآخرة عام 1331 هـ، فاستلم هو القيادة وظلَّ عمر المختار عوناً كبيراً له. إلا أن أحمد الشريف هاجر وترك برقة، فاستلم القيادة منه الأمير محمد إدريس السنوسي.

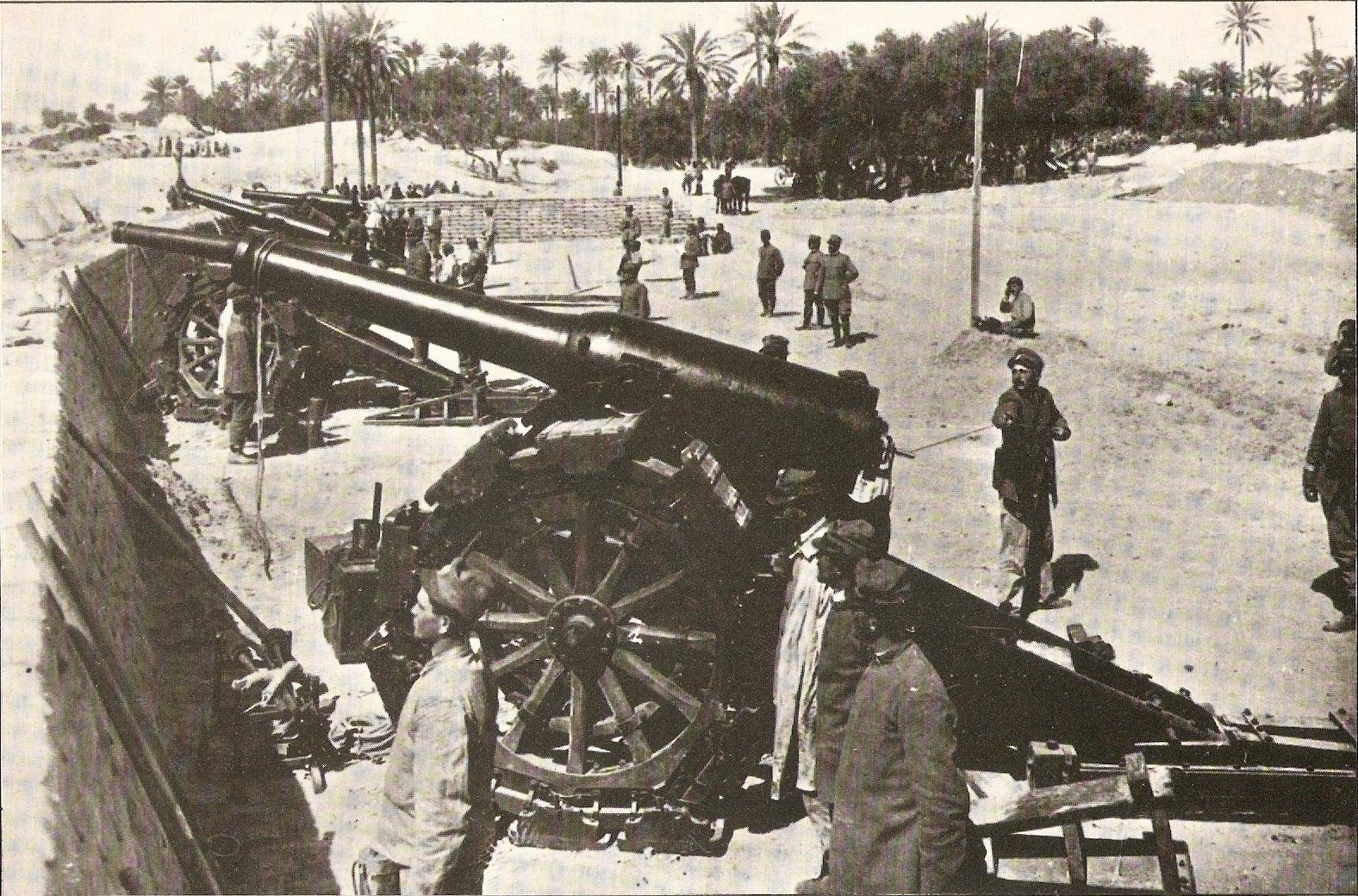
وحدة مدفعيَّة إيطاليَّة على حدود طرابلس الغرب.

شهدت هذه الفترة أعنف مراحل الصّراع ضد الطليان، وقد تركَّزت غارات وهجمات عمر المختار فيها على منطقة درنة. ومن أمثلة هذه الغارات معركة هامة نشبت في يوم الجمعة 16 مايو عام 1913 دامت لمدّة يومين، وانتهت بمقتل 70 جندي إيطالي وإصابة نحو 400 آخرين. كما دارت في 6 أكتوبر من العام نفسه معركة بو شمال في منطقة عين مارة، وفي شهر فبراير عام 1914 معارك أم شخنب وشلظيمة والزويتينة. وكان عمر المختار يتنقَّل أثناء غاراته على الطليان بين منطقتي زاوية القصور وتكنس حتى وقوعهما في أيدي الإيطاليّين بشهر سبتمبر عام 1913، حيث انتقل إلى معسكرات جبل العبيد كما كان يتواصل كثيراً مع قبائل منطقة دفنا. وفي هذه الفترة انتكست المقاومة الليبية نتيجة القحط الذي أصاب البلاد في عامي 1913 إلى 1915، ثم استيلاء الطليان على أغلب المناطق الحيوية في وسط وشمال برقة بشهر يوليو عام 1914. عندما بدأ أحمد الشريف السنوسي الإغارة على البريطانيّين في مصر عبر الحدود سنة 1915 انضمَّ إليه عمر المختار، ثم عاد لاحقاً إلى ليبيا لاستئناف معاونته لإدريس السنوسي في حربه ضد الطليان.
في مطلع صيف عام 1916 كلَّفَ إدريس السنوسي - الذي كان يستلم زمام الأمور في برقة نيابةً عن أحمد - عمر المختار بالذهاب مع خالد الحمري وإبراهيم المصراتي إلى البطنان، لمقابلة نوري باشا (نائب أحمد الشريف وممثل الحكومة العثمانية في برقة) وتنبيهه إلى وجوب إيقاف كافة هجماته على الإنكليز في مصر، بل وكان عليهم أيضاً مراقبته لضمان عدم انتهاكه تلك الأوامر. وقد أزعج هذا نوري باشا، فقرَّر الذهاب بصحبة كبار معاونيه مثل عبد الرحمن عزام إلى أجدابيا للتَّفاهم مع إدريس، بينما بقي عمر المختار مع باقي المبعوثين في معسكر البطنان بانتظار التعليمات. في أجدابيا، رفض إدريس رفضاً قاطعاً العدول عن قراره، على الرُّغم من إصرار نوري باشا الكبير، وبينما الحال هكذا وصل إلى المدينة وفدٌ من الطليان والإنكليز، فالتقوا مع إدريس في منطقة الزويتينة، وأخذوا يفاوضون على عقد السلم وإيقاف هجمات المقاومين على الإنكليز في مصر من جهة والطليان في برقة من جهةٍ أخرى. وقد مال الشيخ إدريس إلى السلم، فوافق على العرض، وكان أن وُقِّعت معاهدة الزويتينة، التي أثرت بشكل أساسي على جميع المعاهدات اللاحقة في الحرب الليبية. وكان من نتائجها رحيل نوري باشا إلى مصراتة لاستئناف المقاومة وتشتُّت معظم رجاله في أنحاء البلاد.
اضطرَّ محمد إدريس هو الآخر للهجرة إلى مصر في شهر يناير عام 1923 بعد سقوط العاصمة طرابلس في أيدي الطليان، فعاد عمر المختار قائداً للمقاتلين في برقة. تابع عمر المختار دعوة أهالي الجبل الأخضر للقتال وتجييشهم ضدَّ الطليان، وفتح باب التطوُّع للانضمام إلى الكفاح ضدهم، وأصبحت معه لجنةٌ فيها أعيانٌ من مختلف قبائل الجبل. واتَّبع أسلوب الغارات وحرب العصابات، فكان يصطحب معه 100 إلى 300 رجل في كل غارةٍ ويهجم ثم ينسحب بسرعة، ولم يزد أبداً مجموع رجاله عن نحو 1,000 رجل، مسلَّحين ببنادق خفيفةٍ عددها لا يتعدَّى 6,000، وقد شكَّل هذا بداية الحرب الضروس بين عمر المُختار والطليان، تلك الحرب التي استمرت 22 عامًا ولم تنتهِ إلّا بأسر المختار وإعدامه.

## حرب العصابات
وجد عمر المُختار نفسه قد تحوَّل من مُعلّم للقرآن إلى مُجاهد يُقاتل في سبيل الله لدفع الاحتلال عنها. وكان قد اكتسب خبرة كبيرة في أساليب وتكتيكات الحروب الصحراويَّة أثناء قتاله الفرنسيين في تشاد، وكان له معرفة سابقة بجغرافيَّة الصحراء وبدروبها ومسالكها وكل ما يتعلَّق بها، فاستغل هذه المعرفة وتلك الخبرة ليحصل على الأفضليَّة دومًا عند مجابهته الجنود الإيطاليين غير العارفين بحروب الصحراء وغير المعتادين على قيظها وجفافها. أخذ المختار يقود رجاله في حملاتٍ سريعة على الكتائب العسكرية الإيطاليَّة، فيضربوهم ضرباتٍ موجعة ثمَّ ينسحبون بسرعة إلى قلب الصحراء. عمل المجاهدون الليبيّون على مهاجمة الثكنات العسكريَّة الواقعة على أطراف الصحراء، وإيقاع الرتل وراء الرتل في كمين، وقطع طرق المواصلات والإمدادات على الجيش الإيطالي، وقد أصابت هذه الهجومات المسؤولين العسكريين الإيطاليين بالذهول في غير مرَّة، وأُحرج الجيش الإيطالي أمام الرأي العام في بلاده بعد أن لم يتمكن من إخماد حركة بعض الثوَّار البدو غير المدربين عسكريًّا.
في عام 1922 عقد شيخ وقائد الحركة السنوسية إدريس السنوسي صلحاً مع إيطاليا، وقد غضب عمر المختار وباقي شيوخ القبائل وقادة الحركة عند علمهم بذلك، فقدَّموا إليه وثيقة يبايعونه فيها زعيماً لهم، شريطة أن يكون ذلك للجهاد ضد الطليان فقط. ولم يكن لدى إدريس خيار سوى قبول البيعة، إلا أنَّه شد الرحال إلى مصر في اليوم التالي مباشرةً مدعياً المرض والحاجة للعلاج، وقد تبيَّن فيما بعد عند زيارة عمر المختار له هناك أنه كان بصحَّة جيدة. لكن بعد رحيل إدريس ومع اندلاع الحرب مجدداً في المنطقة أصبحت مسؤولية القيادة كلّها ملقاةً على عاتق عمر المختار، فأصبح هو زعيم الحركة الجهادية في منطقة الجبل الأخضر، وبات يجمع المال والسلاح ويحرّض القبائل ويترأس الغارات والهجمات ضد الطليان في برقة.

### سفره إلى مصر

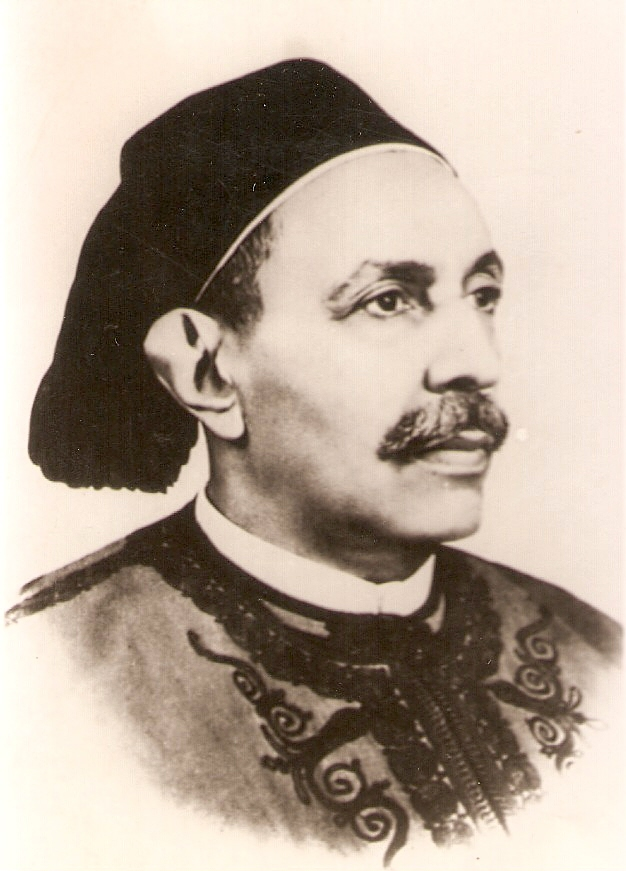
محمد إدريس السنوسي، راعي الثورة الليبيَّة على إيطاليا الفاشيَّة بزعامة عمر المختار.

سافر عمر المختار في شهر مارس سنة 1923 إلى مصر بصحبة علي باشا العبيدي ليعرض على الأمير محمد إدريس نتيجة عمله ويتلقى منه التوجيهات اللازمة. واستطاع اجتياز الحدود المصرية وتمكن من مقابلة الأمير إدريس بمصر الجديدة. وفي مصر جاءته جماعة من قبيلة المنفة وهي قبيلته التي ينتمي إليها، وكانوا قد أقاموا بمصر، لغرض الترحيب به، فاستفسر المختار قبل أن يأذن لهم بذلك عما إذا كانوا قد سعوا لمقابلة الأمير عند حضوره إلى مصر، فلما أجاب هؤلاء بالنفي معتذرين بأن أسبابًا عائليَّة قهرية منعتهم من تأدية هذا الواجب رفض المختار مقابلتهم وقال أنَّه لن يُقابل أناسٌ تركوا شيخه الذي هو ولي نعمته وسبب خيره، وهددهم بالقطيعة. فما إن بلغ الأمير إدريس مافعله عمر المختار مع من جاء إليه من أبناء قبيلته حتى أصدر امره بمقابلتهم فامتثل المختار لأمره. حاولت إيطاليا بواسطة عملائها بمصر الاتصال بعمر المختار وعرضت عليه بأنها سوف تقدم له مساعدة إذا ما تعهد باتخاذ سكنه في مدينة بنغازي أو المرج، وملازمة بيته تحت رعاية وعطف إيطاليا، وأن حكومة روما مستعدة بأن تجعل من عمر المختار الشخصية الأولى في ليبيا كلها وتتلاشى أمامه جميع الشخصيات الكبيرة التي تتمتع بمكانتها عند إيطاليا في طرابلس الغرب وبنغازي، وإذا ما أراد البقاء في مصر فما عليه إلا أن يتعهد بأن يكون لاجئًا ويقطع علاقته بإدريس السنوسي، وفي هذه الحالة تتعهد حكومة روما بان توفر له راتبًا ضخمًا يمكنهّ من حياة رغدة، وهي على استعداد أن يكون الاتفاق بصورة سرية وتوفير الضمانات لعمر المختار ويتم كل شيء بدون ضجيج تطمينًا لعمر المختار وقد طلبت منه نصح الأهالي بالإقلاع عن فكرة القيام في وجه إيطاليا. وقد كرر الإيطاليون عرضهم على عمر المختار عدَّة مرّات حتى بعد خروجه من مصر وعودته إلى برقة لكنه كان يرفض في كل مرة ويُصرّ على الجهاد وقتال المحتل الأجنبي. كان المختار قد اتفق مع الأمير إدريس أثناء وجوده في مصر على تفاصيل الخطة التي يجب أن يتبعها المجاهدون في قتالهم الطليان على أساس تشكيل المعسكرات، واختيار القيادة الصالحة لهذه الأدوار، وأن تظل القيادة العليا من نصيب عمر المختار نفسه، وزوده الأمير بكتاب يتضمَّن هذا المعنى، وتمَّ الاتفاق على بقاء الأمير في مصر ليقود العمل السياسي، ويهتم بأمر المهاجرين ويضغط على الحكومة المصريَّة والبريطانيَّة بالسماح للمجاهدين بالالتجاء إلى مصر، ويشرف على إمداد المجاهدين بكل المساعدات الممكنة من مصر، ويرسل الإرشادات والتعليمات اللازمة إلى عمر المختار في الجبل، واتُفق على أن يكون الحاج التواتي البرعصي حلقة الوصل بين الأمير وقائد الجهاد، وبعد ذلك الاتفاق غادر عمر المختار القاهرة إلى السلّوم فبرقة.

### معركة بئر الغبي
كان الإيطاليّون يتعقبون تحركات عمر المختار ويترقبون أوَّل فرصة للقضاء عليه وإخماد الثورة. ففي أثناء عودته من مصر إلى برقة، مرَّ ورفاقه بموضع يُقال له بئر الغبي، فانقضت عليهم سبعة مُصفحات إيطاليَّة وحاصرتهم، فأطلق المختار ومن معه الرصاص عليهم، فتراجعوا قليلًا إلى منتجع قريب ثم عادوا بسرعة يحملون صوفًا، ولما دنت منهم توزعت توزيعًا محكمًا وأخذ الجنود ينزلون ويضعون الأصواف أمامهم ليتحصنوا بها من الرصاص، فعاود المجاهدون إطلاق النار عليهم حتى فرَّ منهم قسم وقُتل قسم آخر، واحترقت كل المصفّحات ما عدا واحدة تمكنت من الفرار. قال عمر المختار في هذا الصدد: 
| عمر المختار | كنَّا لانتجاوز الخمسين شخصًا من المشايخ والعساكر وبينما تجمع هؤلاء حولنا لسؤالنا عن صحة سموّ الأمير، وكنا صائمين رمضان وإذا بسبعة سيّارات إيطالية قادمة صوبنا فشعرنا بالقلق لأن مجيئها كان محل استغرابنا ومفاجأة لم نتوقعها، وكنّا لم نسمع عن هجوم الطليان على المعسكرات السنوسيَّة، واحتلالهم أجدابية، فأخذنا نستعد في هدوء والسيَّارات تدنوا منا في سير بطيء فأراد علي باشا العبيدي أن يطلق الرصاص من بندقيته ولكنني منعته قائلاً: «لا بد أن نتحقق قبلاً من الغرض ونعرف شيئًا عن مجيء هذه السيارات كي لانكون البادئين بمثل هذه الحوادث»، وبينما نحن في أخذ ورد وإذا بالسيَّارات تفترق في خطة منظمة المراد منها تطويقنا، وشاهدنا المدافع الرشاشة مصوَّبة نحونا فلم يبق هنا أي شك فيما يراد بنا فأمطرناهم وابلاً من رصاص بنادقنا، وإذا بالسيَّارات قد ولت الأدبار إلى منتجع قريب منا وعادت بسرعة تحمل صوفا، ولما دنت منا توزعت توزيعًا محكمًا وأخذ الجنود ينزلون ويضعون الأصواف (الخام) أمامهم ليتحصنوا بها من رصاصنا وبادرنا بطلق الأعيرة فأخذ علي باشا يولع سيجارة وقلت له: "رمضان يا علي باشا" منبهًا إيَّاه للصوم فأجابني قائلاً: "مو يوم صيام المنشرزام". وفي أسرع مدة انجلت المعركة عن خسارة الطليان وأخذت النار تلتهم السيَّارات إلا واحدة فرّت راجعة، وغنمنا جميع ماكان معهم من الأسلحة. | عمر المختار |

ثمَّ استمرَّ المختار ورفاقه في سيرهم حتى بلغوا الجبل الأخضر ووصلوا إلى زاوية القطوفية حيث معسكر المغاربة، ليكتشف أنَّ معركةً وقعت بين المجاهدين والطليان أثناء غيابه (معركة البريقة)، فوقف على تفاصيل هذه المعركة وحال المجاهدين ثم واصل سيره إلى جالو مقر السيّد محمد الصدّيق الرضا السنوسي ليُبلغ التعليمات التي أخذها من الأمير إدريس والقاضية بتسلّمه القيادة العامَّة للثوَّار، كما تمَّ الاتفاق على تنظيم حركة الجهاد وإنشاء المعسكرات في الجبل الأخضر. وبعد أن انتهى من ذلك، عاد إلى الجبل الأخضر مع جماعةٍ صغيرةٍ من المغاربة، فبدأت القبائل بالالتمام حوله والانضمام إليه لقتال الإيطاليين.

### فترة ما بين عاميّ 1923 و1928

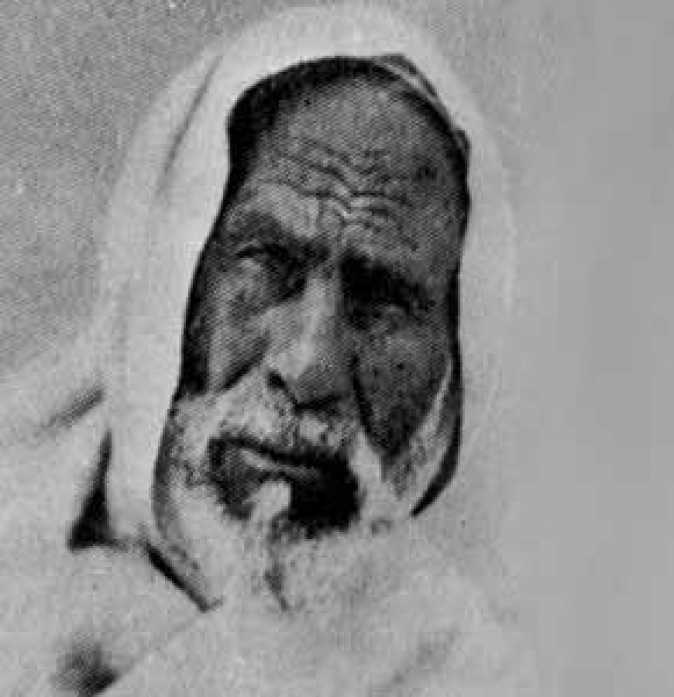
لقطة مُقرَّبة لوجه عمر المختار.

في عام 1923 وبعد أن عاشت مستعمرة ليبيا الإيطالية لعدّة سنواتٍ في هدوء نسبيّ مع ضعف في سيطرة الطليان، قرَّرت الحكومة الإيطالية تغيير سياستها اتّجاه ليبيا جذرياً، فقرَّرت قلب سياستها مع الحركة السنوسية من الحوار والتفاهم إلى الحرب والإخضاع بالقوة، وألغت جميع الاتفاقيات السابقة التي كانت قد أبرمتها مع الليبيّين وبدأت هجوماً شاملاً على معاقل الجهاد، ممَّا أدى إلى تفجُّر حرب عنيفة في أنحاء الجبل الأخضر بعد هدوءٍ كان قد دام لعدّة سنوات. واستمرَّت الحرب في الأعوام التالية، لتزداد شدة وعنفاً عاماً بعد عام.
شهدت الفترة الممتدة بين عاميّ 1924 و1925 مناوشات عديدة ومعارك دامية بين الثوَّار والقوَّات الإيطاليَّة، ووسَّع المجاهدون نشاطهم العسكري في الجبل الأخضر ولمع اسم عمر المختار كقائدٍ بارع يُتقن أساليب الكر والفر ويتمتع بنفوذ عظيم بين القبائل. وأخذ البدو من أبناء القبائل ينضمّون إلى صفوف المجاهدين، وبادرت القبائل بإمداد هؤلاء بما يحتاجون من مؤنٍ وعتادٍ وأسلحة. كان معسكر البراغيث هو مركز الرياسة العامة ومقر القائد العام عمر المختار، وكان النواة الأولى وحجر الأساس لمعسكرات الجبل الأخضر الثلاثة، وكان عمر المختار يُلقَّب بنائب الوكيل العام. وكان هناك مجلس أعلى استشاري في المعسكر يترأَّسه عمر المختار ويضم مختلف شيوخ وأعيان القبائل، كما كان هناك نظام رتب عسكرية يماثل ذاك العثماني ويشمل ترقياتٍ لأصحاب الإنجازات والأعمال البارزة. وقد أقرَّ حاكم برقة الإيطالي إتيليو تروتسي في مذكّراته المنشورة بعنوان «برقة الخضراء»، بأنَّ تكتيك ملاحقة الثوار وضربهم المستمرّ بالجبل الأخضر الذي اتبع منذ استلام الجنرال مومبيللي القيادة عام 1926 قد أدَّى إلى إنهاك القوة الإيطالية واستنفاذ قواها بقدر ما أنهك قوات الثوار، مما جعله أسلوباً غير مجدٍ. كما وأقر تروتسي بالطريقة نفسها بالأثر المعنويّ السيئ الذي خلَّفته ضربات الثوار المتلاحقة على القوات الإيطالية بتلك الفترة، والتي لم تستطع ردَّ هذه الضربات أو إيقافها.
خلال تلك الفترة كانت إيطاليا تصب اهتمامها على مدينة برقة التي لم تستطع احتلالها منذ أن زحفت جيوشها على أجدابيا سنة 1923، وانحصرت مجهوداتها على معسكرات عمر المختار الذي لم يخرج يومًا من معركة إلَّا ليدخل في معركة أخرى. وقد قام عمر المختار بتأسيس معسكرٍ للمجاهدين في الجبل الأخضر، وأصبح يتولَّى بنفسه إدارته والإشراف على تدريب المقاتلين وتنظيم هجماتهم. ثم اتَّخذ لاحقاً منطقة شحات قاعدة عسكرية له ولرجاله. وفي عام 1927 تبدَّلت قيادة الجيش الإيطالي في برقة، وتولّى أمرها القائد العام «ميزتي»، وأخذ على عاتقه تنفيذ الخطة الهادفة إلى ضرب الحصار على حركة الجهاد في الجبل الأخضر، كما استبدل حاكم بنغازي الإيطالي «مومبيلي» بخلفه الفريق أوَّل «تيروتس»، وهو من زعماء الحزب الفاشي، وزوِّد القائد ميزتي بعدد كبير من كبار الضبَّاط وأركان الحرب لمساعدته. وفي نفس السنة تقدمت القوات الإيطاليَّة من طرابلس الغرب بقيادة الفريق أوَّل رودولفو غراتسياني، فاحتلت واحة الجفرة والقسم الأكبر من فزان واشتبكت مع القبائل المحليَّة في عدَّة وقعات كانت الغلبة فيها للجيش الإيطالي. وقد ضاعفت الحكومة الإيطاليَّة من جهودها غير العسكريَّة أيضًا، فبذلت الأموال الطائلة والوعود لزعماء القبائل حتى يكفوا عن القتال، فأصابت في ذلك نجاحًا كبيرًا كان من نتيجته أن سقطت الجغبوب ومرادة وزلة وجالو وأوجلة في أيديهم. وقد حاول عمر المختار مراراً إقناعهم بعدم التفاوض مع الإيطاليين والاستمرار في المقاومة. لكن بعد بدء الرضا السنوسي الدخول هو الآخر في المفاوضات مع الإيطاليين بأواخر عام 1927، متّجهاً في ذلك إلى عقد السلم معهم، أصدر أوامره إلى عمر المختار من جالو بضرورة وقف العمليات العسكرية، وقبل عمر المختار بنقل هذه الأوامر إلى رجاله، فخفَّت وتيرة القتال في أنحاء الجبل الأخضر بانتظار تجلّي الموقف. وكان احتلال تلك الواحات الصحراوية التي استسلم زعماؤها قد جعل عمر المختار في عزلة تامَّة في الجبل الأخضر ومع هذا ظلَّ المختار يشن الغارات على درنة وما حولها حتى أرغم الطليان على الخروج بجيوشهم لمقابلته، فاشتبك معهم في معركة شديدة استمرت يومين كان النصر فيها حليفه، وفرّ الطليان تاركين عددًا من السيَّارات والمدافع الجبليَّة وصناديق الذخيرة والجمال، ودواب النقل.

### معركة أم الشافتير (عقيرة الدم)

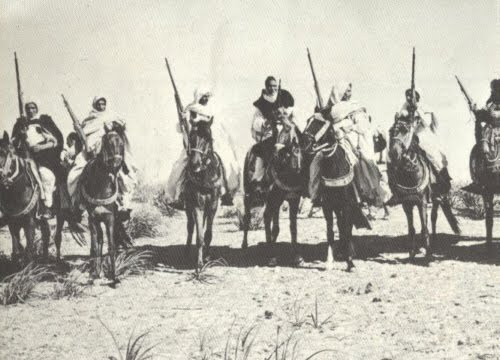
المختار مع بعض المجاهدين.

بتاريخ 28 مارس 1927، اشتبك المجاهدون مع القوَّات الإيطاليَّة في معركة ضارية عُرفت باسم معركة الرحيبة أو موقعة يوم الرحيبة، وقد تكبّد فيها الطليان خسائر جسيمة. كانت تلك الهزيمة بمثابة القشَّة التي قصمت ظهر البعير، فلم تعد الحكومة الإيطاليَّة في روما قادرة على تقبَّل أي هزيمة بعد أن ظهر جيشها بمظهر هزليّ أمام باقي جيوش أوروبا، كذلك كان الحكَّام الإيطاليّون في ليبيا قد طفح بهم الكيل من الهزائم المُتكررة، وكان لا بدّ لهم من إعادة اعتبارهم ورفع معنويَّات الجنود المنهارة، فشرعوا يعدّون الجيوش الجرَّارة لاحتلال الجبل الأخضر واتخاذه قاعدة لهم. كانت القوَّات الإيطاليَّة عظيمة العدد والعِتاد، فضمَّت فرقا نظاميَّة إيطاليَّة وإريتريَّة وليبيَّة محليَّة، بالإضافة لبضعة فرق غير نظاميَّة من مرتزقة ليبيين وأفارقة، وعدَّة دبَّابات وسيَّارات مصفحة وفرق هجَّانة وبطاريَّات مدفعيَّة. ويُضاف إلى تلك الاستعدادات سلاح الطيران الذي انطلق من قواعده بالمرج ومراوه وسلنطة. بالمُقابل، تراوح عدد المجاهدين ما بين 1500 إلى 2000 مجاهد، 25% منهم تقريبًا من سلاح الفرسان، ويرافقهم حوالي 12 ألف جمل. علمت إيطاليا بواسطة جواسيسها بموقع المجاهدين في عقيرة أم الشفاتير فأرادت أن تحكم الطوق عليهم، فزحفت القوّات الإيطالية نحو العقيرة بعد مسيرة دامت يومين كاملين واستطاعت أن تضرب حصارًا حول المختار ورجاله من ثلاث جهات، وبقوّات جرّارة تكوّنت من حوالي 2000 بغل و5000 جندي، و1000 جمل بالإضافة إلى السيّارات المُصفّحة والناقلة. ولمَّا علم المختار بما يخططه الطليان، شرع يعد العدّة مع باقي قادة الجهاد لمُلاقاة العدو، فأعدوا خطة حربيَّة وقاموا بحفر خنادق ليستتر بها المجاهدون وخنادق أخرى لتحتمي بها الأسر من نساء وأطفال وشيوخ، وتمَّ ترتيب المجاهدين على شكل مجموعات حسب انتمائهم القبلي ووضعت أسر كل قبيلة خلف رجالها المقاتلين، وكان قائد تلك المعركة الشيخ حسين الجويفي البرعصي، أمَّا عمر المختار فقاتل إلى جانب المقاتلين الآخرين من غير أصحاب الرتب. ولم يطل الأمر حتى اشتبك المجاهدون مع الطليان في معركة حامية الوطيس، وسقط من الليبيين الكثير من الرجال، وحتى النساء والأطفال، بعد أن قصفت الطائرات الفاشيَّة أماكن تمركزهم، لكنَّ المختار والباقين تمكنوا من دحر الإيطاليين وأجبروهم على التقهقر والانسحاب مرة أخرى. بلغ عدد القتلى الليبيين 200 شخص، كان من بينهم والد زوجة عمر المختار الذي بكاه بكاءًا حارًا وقال بعد أن سمع بمقتله: «راحو الكل ياعين الجيران وأصحاب الغلا».
بعد انتهاء المعركة، أصبحت القوَّات الإيطاليَّة منهكة القوى مُصابة بالإعياء من شدة المعارك المستمرة منذ فترة طويلة دون توقف، وكشفت المعركة لعمر المختار عن ملامح السياسة الفاشسيَّة الجديدة وهي الإبادة والتدمير للمصالح والرجال على حدٍ سواء، فاتخذ إجراءات ترحيل النساء والأطفال والشيوخ إلى السلّوم لحمايتهم من الغارات الجويَّة الإيطاليَّة، وتيسيرًا لسهولة تحرّك المجاهدين وفق ما يتطلبه الموقف الجديد. كما أعاد تنظيم المجاهدين على هيئة فرق صغيرة تلتحم مع العدو عند الضرورة، وتشغله في أغلب الأوقات مما يُقلل من نسبة الخسائر المحليَّة أثناء المعارك ويُلحق الخسائر الفادحة بالأعداء وفق التكتيك الجديد لحرب العصابات، ألا وهو الهجوم في الوقت المناسب والانسحاب عند الضرورة. بالإضافة إلى ذلك، أيقن المُختار ضرورة العمل على التعريف بالقضيَّة الليبيَّة والنضال الليبي ضد إيطاليا في البلاد الإسلاميَّة والأوروبيَّة على حدٍ سواء، فطلب من بعض المجاهدين الهجرة إلى الخارج للتعريف بالقضيَّةِ في البلدان التي يحلّون بها، فكان من نتيجة هذا تشكيل الجاليات الليبيَّة في الخارج.
وفي 10 أغسطس عام 1927 زحفت فرقة لورنزيني الإيطالية باتّجاه دور العبيد، وهو أحد معسكرات الثوار الأساسية ومكان إقامة عمر المختار آنذاك، ممَّا دفع الثوار إلى الانسحاب منه باتّجاه الجنوب الغربي، إلا أن الإيطاليين استمرُّوا بملاحقتهم بمساعدة الطيران الاستطلاعيّ الذي كان يدلّها على كافة تحرُّكات الثوار. وقد بدأ الصّدام في مساء اليوم التالي 11 أغسطس في وادي الشبولية، حيث حاصرت الفرقة الإيطالية الوادي من جهتيه وقصفته بالمدفعية، وبعد مقتل العشرات من الثوار تمكَّن عمر المختار من النجاة بمساعدة مجموعة صغيرة من رجاله واتَّجه شرقاً، إلا أنه ترك صندوق رسائل ووثائق خاصة حصل عليها الإيطاليون.

## مرحلة المفاوضات
في شهر سبتمبر عام 1927، غزت جموع الزوية الجخرة ومرسى بريقة وجالو وأوجلة، وأنزلوا بالطليان خسائر فادحة، واشتدت مقاومة المجاهدين في الجبل الأخضر على الرغم من احتلال الطليان للواحات ومراكز السنوسيَّة الهامَّة، ففي أواخر شهر يناير سنة 1928 توجهت قوَّتان إيطاليَّتان بقيادة غراتسياني إلى فزان للاستيلاء على ما تبقّى منها، فلمَّا بلغ هذا الخبر آذان عمر المختار، قام برجاله وتمركزوا في مكان يقع بين جبلين يُعرفان بالجبال السود، وما أن وصل الطليان حتّى انقض المُجاهدون عليهم وأرغموهم على التقهقر، وعاود الطليان الكرَّة مجددًا لكنهم هُزموا مرَّة أخرى أمام المختار ورجاله وفرَّوا تاركين وراءهم غنائم وأسلابًا كثيرة. فلم يعد هناك مناصٌ من أن يُعيد الطليان النظر في خططهم، مما أدى إلى وقوع أزمة كبيرة في روما، وبدأت الحكومة تبحث بصورة جديَّة وسائل إخماد المقاومة وترسم الخطط السياسية الجديدة التي ترأى ضرورة التقيّد بها في كل من برقة وطرابلس الغرب. وقد توقفت الأعمال العسكريَّة طلية ما تبقّى من سنة 1928، بعد أن أدركت الحكومة أنَّه لا فائدة من الاستمرار في العمليَّات العسكريَّة ضد المجاهدين، وقال الزعيم الإيطالي بينيتو موسوليني: «إننا لا نُحارب ذئابًا كما يقول غراتسياني، بل نحارب أسودًا يُدافعون بشجاعة عن بلادهم. إنَّ أمد الحرب سيكون طويلًا».
خلال شهر ديسمبر من عام 1928، استقال كلٌّ من فيدرزوني وزير المستعمرات الإيطالي، وديبونو حاكم طرابلس الغرب، وتيروتزي حاكم برقة، فعُيِّن ديبونو وزيرًا للمستعمرات وأعلن موسوليني توحيد الإدارة في القطرين الليبيين، وعين المشير بادوليو حاكمًا على طرابلس الغرب وبرقة. تولّى بادوليو مهامه بداية شهر يناير من عام 1929، واتبع برنامجًا مبنيًا على كسب الوقت أولًا ثم العمل رويدًا رويدًا من أجل تقوية المراكز المُحتلّة والقضاء على المقاومة الليبيَّة، فقام تخفيض عداد الجيش إلى القدر الذي يكفي للقيام بحرب العصابات، وحاول الحفاظ على هيبة الحكومة عبر إنفاقه الأموال المتوفرة في مد الطرق في الجبل الأخضر مما يسهل عليه التنقلات العسكريَّة، تمهيدًا للقيام بهجوم شامل كاسح على المجاهدين يقضي عليهم، ولمَّا كانت هذه الخطة تتطلَّب وقتًا، وتخوّفت الحكومة من اطلاع المختار عليها، سعت إيطاليا إلى مفاوضة عمر المختار لتهدئة الأحوال وضمان استقرار الأوضاع للفترة اللازمة فقط.

### مفاوضات السلام في سيدي ارحومة

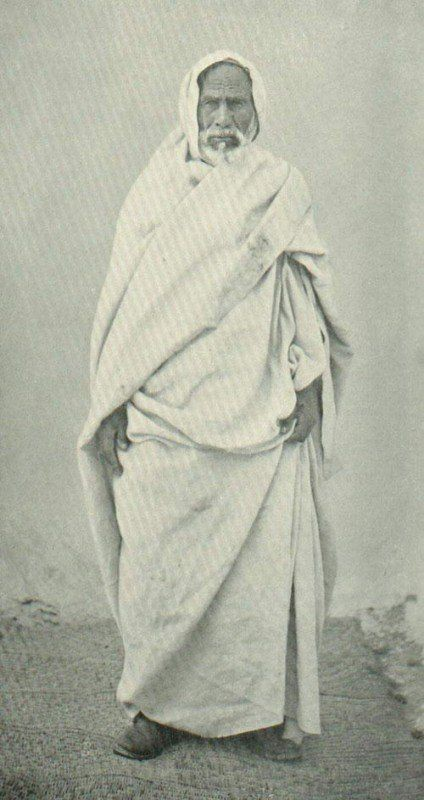
صورة لعمر المختار.

خلال منتصف فبراير سنة 1929، نزلت قوات المجاهدين من جبل الهروج للانقضاض على النوفلية من جانب وعلى إجدابيا من جانب آخر، فاجتمعت ثم انقسمت ثلاث فرق التحمت إحداها مع الطليان في معركة عند قارة سويد في 5 مارس، واشتبكت الثانية معهم في معركة كبيرة عند النوفلية في 14 مارس، واتجهت الثالثة صوب منطقة العقيلة في 23 مارس، واستقر المجاهدون في جبل سلطان، لكنهم لم يمكثوا طويلًا إذا اضطرّوا إلى الانسحاب أمام القوَّات الإيطاليَّة العظيمة صوب وادي الفارغ. كان لتلك الأعمال الأثر الأكبر في إقناع بادوليو بضرورة العمل فورًا من أجل استمالة المجاهدين إلى المفاوضة إذا أراد أن يضع برنامجه الواسع موضع التنفيذ، فطلب من أحد القادة العسكريين، وهو العقيد باريلا، أن يُعلم عمر المختار برغبته بالاجتماع به للمفاوضة في شروط الصلح، فحدد باريلا موعدًا للاجتماع دون أن ينتظر جواب المختار، إذ أراد أن ينتهز فرصة اطمئنان المجاهدين لقرب بداية المفاوضات وانشغالهم بعيد الفطر، فانقض الطليان عليهم وهم يؤدون صلاة العيد، لكن المختار ورجاله تكمنوا مرَّة أخرى من ردّ الطليان على أعقابهم. أمام هذا الواقع، كلَّف بادوليو متصرف درنة المدعو «دودياشي» لتمهيد المفاوضة مع عمر المختار وصحبه، فاتصل بالمجاهدين واقترح على المختار أن يكون الاجتماع يوم 2 مارس في منزل علي باشا العبيدي للبحث في موضوع الصلح، غير أنَّ اللقاء طال حتى حصل أخيرًا يوم 20 مارس، إذ كان المختار قد اشترط على الحكومة الإيطاليَّة أن تُظهر حسن نواياها، وذلك عبر إطلاق سراح السيّد محمد الرضا وإعادته إلى برقة من منفاه، ولم يقبل الاجتماع مع أي مسؤول إيطالي قبل حصول ذلك.
اجتمع عمر المختار مع مندوب الحكومة دودياشي في منزل على العبيدي كما تمَّ الاتفاق، وحضر الاجتماع عدد كبير من مشايخ البلاد وأعيانها، ثمَّ أُجِّلت المُفاوضة إلى الأسبوع التالي، وانعقد اجتماع آخر في سانية القبقب ولم يستطع المتفاوضون التوصل إلى نتيجة مُرضية. عاد المختار واجتمع مع باريلا في الشليوني في الجبل الأخضر في يوم 6 أبريل ولم يصل المتفاوضون إلى نتيجة، وفي 20 أبريل عادت المباحثات في بئر المغارة بوادي القصور بحضور عدد من الأعيان والأكابر، وخلالها خيَّر مفوَّض الحكومة الإيطاليَّة عمر المختار بين ثلاثة أمور: الذهاب إلى الحجاز، أو إلى مصر، أو البقاء في برقة، فإذا رضي بالبقاء في برقة أجرت عليه الحكومة مرتبًا ضخمًا وعاملته بكل احترام، ولكن المختار رفض هذه الشروط رفضًا قاطعًا. واستؤنفت المفاوضات في هذه المرة في مكان يسمَّى قندولة بالقرب من سيدي رويفع، وحضر الاجتماع عدد من كِبار الضبَّاط الذين عقدوا العزم على الإيقاع بالمختار وأسره، لكن الأخير كان قد احتاط للأمر ولم يسفر هذا الاجتماع عن شيء. وفي 26 مايو بدأت المفاوضات من جديد، فحضر المختار إلى مكان قريب من القبقب. وفي هذا الاجتماع قدّم الوفد الإيطالي فيه صيغة تقريرية لشروط إيطاليا وأبرزها تسليم المجاهدين نصف سلاحهم مقابل ألف ليرة للبندقية، وضم نصف المجاهدين الآخر الذي احتفظ بسلاحه إلى تنظيمات تنشئها الحكومة لفترة من الزمن يُتفق عليها إلى أن يتم إعداد المكان المناسب لإقامتهم وتموينهم ومراقبتهم، ولم تتضمن تلك الشروط أي حق سياسي لليبيين وقد رفضها المختار بشدَّة كما عارض فكرة نزع السلاح من المجاهدين. وعُقد اجتماع ثالث في قندولة حضره عدد من قادة المقاومة وعدد آخر من الأعيان والمشايخ، ولم يُخف المختار في هذا الاجتماع شكوكه في نوايا إيطاليا، فطلب حضور مراقبين من مصر وتونس يشهدون على الاتفاق الذي يتم التوصل إليه، كما وضع عشرة شروطٍ لعقد لصلح مع إيطاليا من بينها - والمساواة بين الليبيين والمستوطنين الطليان بالإضافة إلى حضور المراقبين - كفل الحقوق الدينية والثقافية بالسماح بتدريس الدين الإسلامي واللغة العربية والحقوق السياسية بالسماح للشعب بانتخاب الحكومة علاوة على ترك السلاح في أيدي المواطنين الليبيين، ويقول شهود عيان أن هذا اللقاء كان صاخبًا وتبودلت فيه الاتهامات إلّا أنه تم الاتفاق على لقاء عمر المختار مع الفريق أوَّل سيشلياني نائب الحاكم في برقة، وقد تم هذا اللقاء يوم 3 يونيو 1929. ويبدو أن الفريق أوَّل سيشلياني أقنع المختار أن لقاءه مع المشير بادوليو قد يكون مفيدًا ومثمرًا، وتمَّ الاتفاق على أن يُعقد في سيدي ارحومة بالقرب من المرج يوم 19 يونيو.

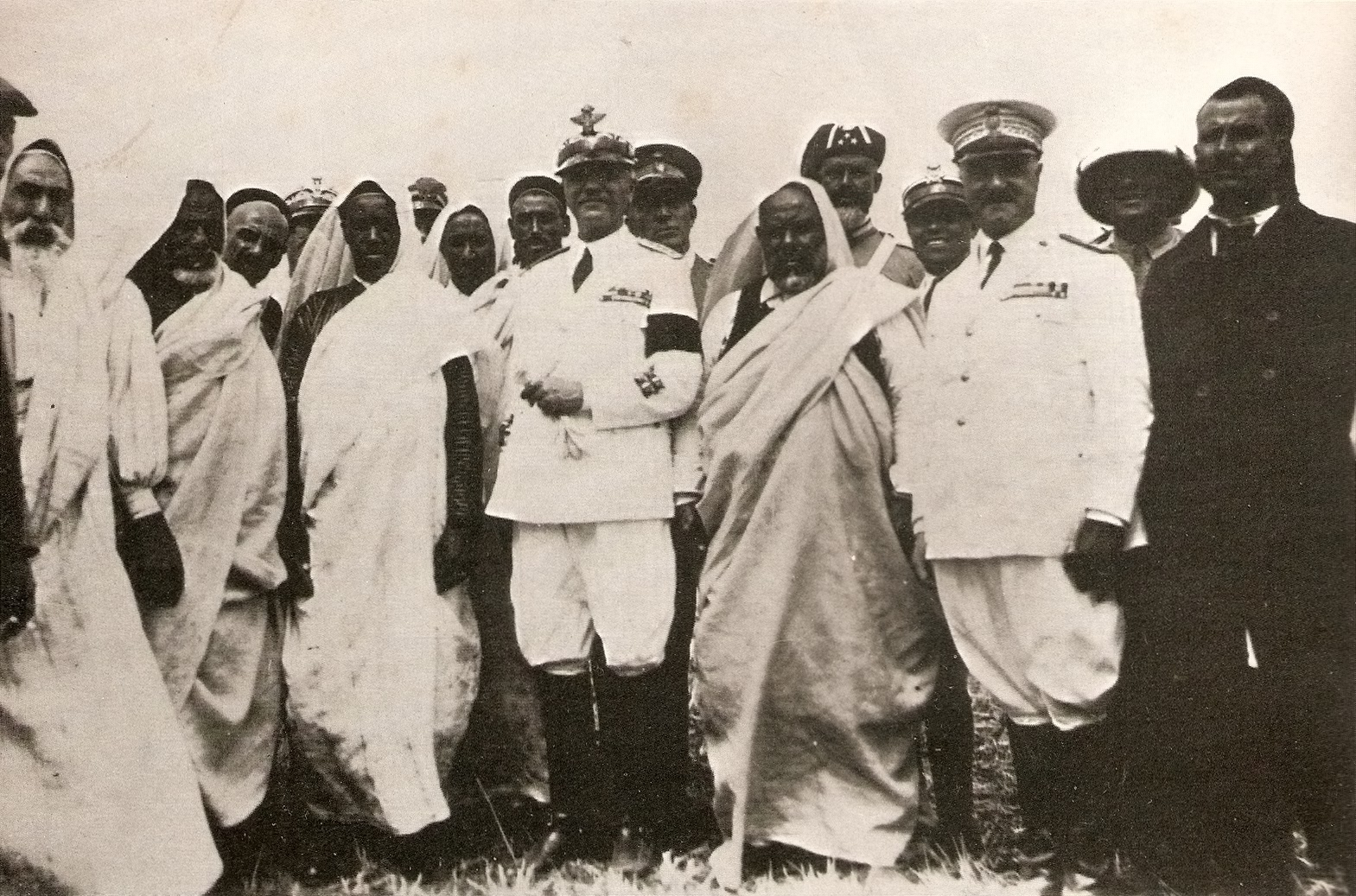
لقاء سيدي ارحومة الذي حضره كل من عمر المختار (الثاني من اليسار)، وپيترو بادوليو (الرابع من اليمين)، حاكم طرابلس الغرب وبرقة، وسيشلياني (الثاني من اليمين)، نائب حاكم برقة.

وقع اللقاء التاريخي بين حاكم ليبيا العام وقائد الثورة في برقه في المكان والزمان المحددين للتفاوض من أجل إحلال السلام في ربوع ليبيا، ووصل عمر المختار إلى سيدي ارحومة على رأس أربعمائة مقاتل وقد طوقوا المنطقة واتخذوا احتياطات أمنيَّة للمحافظة على زعيمهم، ووصل بادوليو ورفاقه في أربع سيَّارات يرافقهم حشد من كبار الضبَّاط ورجال الجيش والشرطة والموظفين. وفي الاجتماع قرأ المجاهدون شروطهم التي تسلمها بادوليو ووعد برفعها إلى رؤسائه، ودار نقاش حول السلام والتنازلات التي قدمها كل من الطرفين واقترح المشير بادوليو عقد هدنة لمدة شهرين تتوقف فيها جميع العمليات العسكرية لأن المفاوضات قد تستغرق بعض الوقت ويجب أن تدور في جو هادئ، ووافق المختار على ذلك. وانتهى الاجتماع بصورة ودّية وتبادل الطرفان الهدايا، فقد وزّع بادوليو ساعات ذهبية على مساعدي عمر المختار وأهدى الأخيرُ جوادًا عربيًّا أصيلًا إلى بادوليو، وأُخذت الصور التذكارية للمفاوضين يتوسطهم عمر المختار وبادوليو. وكان لقاء عمر المختار ببادوليو لقاء الند للند. وقد وصف الكاتب الإيطالي كانيڤاري اللقاء فقال: «وصل عُمر المُختار مكان الاجتماع محاطًا بفرسانه كما يصل المُنتصر الذي جاء ليملي شروطه على المغلوب».
تم الاتفاق على عقد لقاءٍ جديدٍ في 26 يوليو بسيدي رويفع بين عمر المختار وسسيشلياني، فذكره عمر المختار بوعد الطليان بأن يوافقوا على شروطه العشرة، إلا أن سيشلياني تحجَّج بعدم إمكانية عقد الاتفاق إلا في بنغازي، ووافق عمر المختار. أرسل المختار الحسن بن رضا السنوسي نائباً عنه، فأقام الحسن في بنغازي 15 يوماً، ثمَّ عاد إليه بعد توقيع المعاهدة يحمل شروطاً مختلفةً تماماً عن تلك التي كان قد اتفق عليها المختار مع الطليان بالأصل، تشمل منح صلاحيات للحكومة الإيطالية بوضع رجال عمر المختار في معسكرٍ خاص تنقلهم متى وكيفما شاءت وتبدل أسلحتهم كيفما شاءت وتضعهم تحت إمرة ضابط إيطالي وتدفع لهم مرتَّبات شهرية بل وبإمكانها تسريحهم عند الضرورة، كما تدفع الحكومة للمختار والحسن مرتبات شهريَّةً مع أماكن إقامة. وقد رفض عمر المختار هذه الشروط رفضاً تاماً، وقال للحسن: «لقد غرُّوك يا بنيّ بمتاع الدنيا الفاني»، ثم قال للحاضرين «إنّي لا أرضى بهذه الشروط، وأفضّل الموت جوعاً وعطشاً ولا ألقي بنفسي وإخواني بين أيدي الإيطاليين يتصرَّفون فينا كما شاؤوا»، ورفض باقي الحاضرون الشروط، فعندها غضب الحسن، وطلب ممَّن يؤيده أن يقوم معه، فقام معه 300 رجل، وذهبوا إلى الإيطاليين في بنغازي، ومنذ ذلك الوقت انقطعت علاقات عمر المختار مع الحسن بن رضا.
عاد بادوليو من سيدي ارحومة إلى بنغازي يحمل مفاجأة كبيرة أذهلت الجميع، فقد أبرق إلى روما معلنًا أنَّ عمر المختار ورجاله قد استسلموا دون ذكر الشروط التي تم على أساسها الاستسلام، وعقد في طرابلس الغرب مؤتمرًا صحافيًّا نفى فيه أنه قام بمفاوضات مع عمر المختار وأنَّ الأخير استسلم بناء على ضغط رجاله الذين أرهقتهم الحرب والحرمان والمصاعب، وذُهل الناس في ليبيا لهذا النبأ، وكان عمر المختار أكثرهم ذهولًا، فهو لم يستسلم ولم يعد بادوليو بشيءٍ باستثناء الاتفاق على هدنةِ شهرين، غير أن هذا الاستسلام المزعوم كذَّبته الوقائع فقد ظل عمر المختار ورجاله محتفظين بسلاحهم ينتظرون رد إيطاليا بخصوص مواصلة المفاوضات ولكن الإيطاليون صدقوا بادوليو وظلوا ينتظرون وصول عمر المختار إلى بنغازي مستسلمًا وطال انتظارهم ولم يسلّم المجاهدون بندقية واحدة.

### ما بعد المفاوضات
كان موقف بادوليو حرجًا وصعبًا وقد اهتزت مصداقيته، فاستسلام عمر المختار لم يتحقق والثورة لم تنته وبدأت روما تتسائل عن حقيقة الموقف، غير أن بادوليو صمم على السير في طريقه وصمّ أذنيه عن الانتقادات وكان واثقًا من أن الثورة في طريق الانهيار بعد أن انفصل عنها البعض، وبعد أن واصل العملاء وكبار الموظفين مساعيهم لتمزيق ما تبقى من الثوّار مع عمر المختار. وكان بادوليو مقتنعًا أنَّ هدنة لبضعة أشهر يصحبها عمل ذكي لعمليات الإغراءات المالية وشق صفوف الثوار تكفي للوصول إلى سلم يؤمن سيادة إيطاليا الكاملة على ليبيا. كما كان مستعدًّا لتقديم الكثير إلى عمر المختار على المدى المباشر دون أن يصل إلى اتفاقية رسمية مكتوبة كان الطرف الليبي يُطالب بها، وقد وعده الفريق أوَّل سيشلياني بها، وقد راهن بادوليو على الخلافات التي يغذيها الإيطاليون وعلى تعب سكان الجبل الأخضر وهي عوامل تجعل من استئناف القتال في وقت قريب أمرا مستحيلًا. غير أن عمر المختار كان أبعد نظرًا فقد أدرك من البداية حدود اللعبة الإيطالية فأخذ حذره وابتعد بقواته عن المراكز الإيطالية ليجنبها عمليات الإغراءات والاستقطاب التي وقع فيها البعض وواصل احترامه للهدنة على أمل مواصلة المفاوضات وقد بعث برسالة إلى الفريق أوَّل سيشلياني يوم 29 يونيو سنة 1929، يلفت نظره إلى المماطلة الإيطالية والتسويف في استئناف المفاوضات وإلى تصرفات كبار الموظفين الإيطاليين والعملاء لبث الفتنة بين المجاهدين واستمالتهم إلى إيطاليا عن طريق الإغراءات الماديَّة والمالية وكانت رسالة المختار واضحة فقد أراد أن يشعر بادوليو أنه على علم بمخططاته ومحولاته للقضاء على الثورة بدون حرب. وطلب المختار في نفس الرسالة تحديد موعد لمقابلة الفريق أوَّل سيشلياني، وفي حالة الرفض أو عدم الإجابة يكون عمر المختار في حل مما قيدته به آداب المجاملة في انتظار نتيجة المفاوضات، وسوف تعود الأمور لما كانت عليه، وكان جواب إيطاليا هو أنها على استعداد ولا داعي للإنذار بإعادة الحرب.
وفي يوم 25 سبتمبر أرسل عمر المختار رسالة إلى سيشلياني أشعره فيها بأن مندوبي الحكومة ورؤساء التفاوض المرتبطين بالسلطات الإيطاليَّة يقومون ببث الخلاف بين المجاهدين بمساعدة بعض المتصرفين الذين يقومون بتوزيع المؤن والأغذية وأن المسؤوليَّة تقع على الحكومة إذا تسبب ذلك في سوء تفاهم. وفي 19 أكتوبر بعث عمر المختار برسالة إلى بادوليو ينذره بأن الهدنة لن تجدد بعد الرابع والعشرين من الشهر الجاري، وبعث في نفس الوقت ببيان إلى الصحافة المصريَّة نشرته صحيفتا المقطم والأهرام يوم 20 أكتوبر ضمنه مجمل الحوار الذي دار بينه وبين بادوليو في سيدي ارحومة والذي صحح فيه الوقائع التي كان يذيعها الإيطاليون على غير جديتهم ومحاولاتهم تدمير المقاومة عن طريق شراء الضمائر والدسيسة وشق الصفوف وأكد أن اجتماع سيدي ارحومة انتهى بالاتفاق على الهدنة وقد سلَّم الجانب الليبي شروطه إلى بادوليو الذي وعد بنقلها إلى رؤسائه. وقد أحدث بيان عمر المختار الذي نشرته الصحافة المصرية هزَّة في روما وغضبًا بسبب الأوضاع المتردية في ليبيا والتي يبدو أن بادوليو عاجز عن حلها. حاول بادوليو إقناع المسؤولين في روما بأن الأمور سائرة على ما يرام، وأرسل يوم 16 نوفمبر 1929 برقيَّة إلى وزير المستعمرات جاء فيها: «لا أدري ما هي الأكاذيب الأخرى التي يخترعها عمر المختار لاتهام الحكومة بأنها لم تفِ بكلمتها وأنكم تعلمون أن خيال المشايخ العرب واسع عندما يتعلق الأمر بإخفاء الحقائق ولا يجب العدو ورائهم وإنما ضربهم بقوة.. فإذا ظلت حركة عمر المختار معزولة فيكون من السهل القضاء عليها، إن ثُلثيّ الثوَّار سيكونون في جانبنا، إنَّ الوضع لا يثير أي قلق وسنتغلب عليه في وقت قصير».

## انفجار الموقف

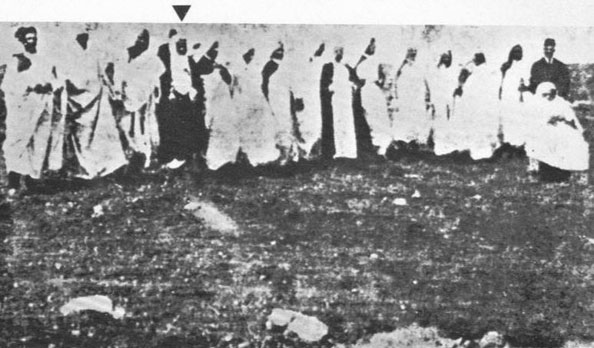
المختار (يُشار إليه بسهم) وسط رجاله.

ما أن تجلّى لعمر المختار صحَّة ما اعتقد به منذ البداية، وهو عدم جدوى المفاوضات السياسيَّة مع الدولة المُستعمرة، حتى خاطب المجاهدين وأبناء شعبه قائلًا: «فليعلم إذًا كلُّ مجاهد أنَّ غرض الحكومة الإيطاليَّة إنما بث الفتن والدسائس بيننا لتمزيق شملنا وتفكيك أواصر اتحادنا ليتم لهم الغلبة علينا واغتصاب كل حق مشروع لنا كما حدث كثير من هذا خلال الهدنة، ولكن بحمد الله لم توفق إلى شيء من ذلك. وليشهد العالم أجمع أن نوايانا نحو الحكومة الإيطاليَّة شريفة، وما مقاصدنا إلا المطالبة بالحرية وإن مقاصد إيطاليا وأغراضها ترمي إلى القضاء على كل حركة قوميَّة تدعو إلى نهوض الشعب الطرابلسي وتقدمه... فهيهات أن يصل الطليان إلى غرضهم مادامت لنا قلوبٌ تعرف أن في سبيل الحرية يجب بذل كل مرتخصٍ وغالٍ». ثمَّ ختم المختار هذا النداء بقوله: «لهذا نحن غير مسؤولين عن بقاء هذه الحالة الحاضرة على ما هي عليه حتى يتوب أولئك الأفراد النزاعون إلى القضاء علينا إلى رشدهم ويسلكوا السبيل القويم ويستعملوا معنا الصراحة بعد المداهنة والخداع».
انفجر الموقف قبل ثلاثة أسابيع من الموعد الذي حدده عمر المختار لانتهاء الهدنة، فقد هاجمت مجموعة من المجاهدين دورية من الضابطيَّة وأبادتها، وتسبب الحادث في غضب الإيطاليين وبادوليو بصورة خاصَّة الذي انهارت آماله في إنهاء الثورة سلميًّا، وانزعج موسوليني وأوقف الاتصالات الجارية في مصر وأمر بالعودة إلى القوة والحرب. اتهمت إيطاليا عمر المختار بالخيانة وخرق الهدنة، وعلى الرغم من أنَّ حادث الاعتداء على الدوريَّة الإيطاليَّة كان مُحاطًا بالغموض، وتأكيد عمر المختار أنّه لم يأمر بعمل كهذا وهو الذي حدد موعد انتهاء الهدنة وهو الحريص على وعوده وتعهداته. ويُرجّح أنَّ الذي دبر الحادث هو من المستفيدين من الحرب وبعضهم كان يتعاون مع الثوّار ويبيع لهم السلاح. وكان رد فعل الفريق أوَّل سيشلياني على قتل أفراد الدورية إرسال أربع طائرات لقصف منتجعات المجاهدين بمن فيها من نساء وأطفال وشيوخ وقد تمكن المجاهدون من إسقاط إحدى الطائرات وأسر طيَّارها، وأصدر سيشلياني بعد مرور يوم على الحادث بيانًا قال فيه: «لقد فرضت علينا خيانة عمر المختار استئناف الحرب ضد الثوَّار وسيكون قتالا شاملا بدون رحمة أو توقف ضد كل من يرفع السلاح في وجه الحكومة أو حمله بدون ترخيص». وما لبثت المعارك أن انتشرت في منطقة الجبل الأخضر حتى أُقفلت جميع الطرق، فحشد الإيطاليّون قوَّاتهم وطائراتهم وآليَّاتهم لمهاجمة وتطويق الثوَّار وإبادتهم، وتولّى الطيران الدور الأول في المعركة. لكن القوّات الإيطاليَّة فشلت في مهمتها وتمكن الثوَّار من الإفلات من عملية التطويق بفضل استماتة قوَّات الحماية كما اعترف الفريق أوَّل سيشلياني بذلك. وكانت هذه أول معركة يخوضها بادوليو ضد المجاهدين ولم تختلف نتائجها عن نتائج المعارك التي سبقتها والتي أطاحت بثلاثة حكَّام طليان، وقد أدرك بادوليو أن خصمه شديد ومنظم وذكي ولا يُمكن التغلب عليه في حرب تقليديَّة وقد وصف بادوليو عمر المختار لوزير المستعمرات فكتب: «عمر المختار هو المحور الذي تدور حوله الثورة وهو يحظى بسلطة ونفوذ مطلقين ولا يُشاركه أحد في السلطة ولديه نواب مخلصون وملتزمون فمن المستحيل استعمال الأسلوب المعتاد لاستغلال كوامن الغيرة والتنافس والحقد التي تتوفر دائماً حيث يوجد عدَّة زعماء، إن إرادة عمر المختار القويَّة هي التي تُملي القوانين في أي وقت وأي ظرف».

### حرب الإبادة وتعيين غراتسياني

الفريق أوَّل رودولفو غراتسياني.

اهتز وضع المشير بادوليو بعد فشله في المفاوضات وبعد الإخفاق في الهجوم الذي قصد منه إنهاء الثورة، واستغل الفريق أوَّل دي بونو وزير المستعمرات تزعزع مركز بادوليو فانهال عليه بالتعليمات والتوجيهات وطلب منه إعفاء نائبه الفريق أوَّل سيشلياني وتعيين الفريق أوَّل غراتسياني بديلًا له، وكان دي بونو يريد أن يخلق من غراتسياني ندًا لبادوليو ومنافسًا له. وصل غراتسياني إلى بنغازي يوم 7 مارس سنة 1930، تحيط به هالة من البطولة والاعتداد بالنفس والغطرسة بعد أن قابل موسوليني في روما وأثنى عليه الأخير ووضع ثقته فيه، كما هتف له مجلس النواب الإيطالي. وشرع في عمله باتخاذ سلسلة من الإجراءات القمعيَّة والتعسفيَّة، فأرسل بعض المشايخ إلى سجون إيطاليا وقرر توقيع عقوبة الإعدام على كل من يتعاون أو يتصل بالثوَّار وسجن معظم المشايخ وأعيان بنغازي ودرنة في قلعة بنينة، أمَّا أبرز ما فعله فكان إنشاء «المحكمة الطائرة»، وهي محكمة بكامل أجهزتها تقطع البلاد على متون الطائرات وتحكم على الأهالي بالموت ومصادرة الأملاك لأقل شبهة وتمنحها للمرتزقة الفاشيّين، وكانت تلك المحاكم تنعقد بصورة سريعة وتصدر أحكامها وتُنفَّذ في دقائق وبحضور المحكمة نفسها لتتأكد من التنفيذ قبل أن تُغادر الموقع الذي انعقدت فيه لتنعقد في نفس اليوم بموقع آخر. بل وقد أعلن جائزة قدرها 200,000 فرنك لقاء جلب عمر المختار سواءً حياً أو ميتاً. كما ارتكب غراتسياني فظائع أخرى، فأنشأ معسكرات الاعتقال الجماعيَّة في الصحراء، وأحاطها بالأسلاك الشائكة، ونقل إليها كل من يربطه أي نوع من أنواع الصلات بأحد المجاهدين أو المهاجرين إلى مصر، ولم يُراع في ذلك سنّ المعتقلين ولا جنسهم ولا حالتهم الصحيَّة، فاعتقلت النساء والرجال، والشيوخ والأطفال، والصحاح والمُصابين بالأمراض والعاهات. كما أمر بإحراق الكثير من القرى المتعاونة مع الثوَّار، فدُمِّرت المنازل وأُحرقت المحاصيل الزراعيَّة، وأُهلكت الحيوانات فيما عدا ما استعمله الجيش الإيطالي للنقل، حتى أصبحت جميع مناطق الجبل والبطنان هلاكًا تلعب فيه الرياح.
وقد كانت معسكرات المجاهدين قريبة من نواجع الأهالي حتى يسهل على المختار وصحبه أخذ العشور والحصول على الذخائر والأسلحة والمؤن، ولكن بعد حشر القبائل في المعتقلات الجماعيَّة تغيَّرت خطة عمر المختار وطوَّر أساليبه القتاليَّة لما يتماشى مع المرحلة واعتمد على عنصر المباغتة وركن إلى مفاجأة القوات الإيطاليَّة بعد كشفها والاستطلاع عليها في أماكن متفرقة. قال غراتسياني في هذا المجال: «بالرغم من إبعاد النواجع والسكَّان الخاضعين لحكمنا، يستمر عمر المختار في المقاومة بشدَّة ويلاحق قوَّاتنا في كل مكان». وعلى الرغم من ذلك، فقد أصدر عمر المختار أوامره إلى رجاله بتجنُّب التعرض للسكان أو منعهم من الرحيل خشية انتقام الإيطاليين. استمرَّ غراتسياني في تدابيره العسكريَّة، فلم يأتِ يوم 14 يونيو حتى كان الطليان قد استولوا على منطقة الفايدية، بأجمعها واحتلوها ونزعوا من الأهالي الخاضعين لهم 3175 بندقية، و60,000 خرطوش. في وقتٍ سابق، كانت قد سقطت الكفرة في الجنوب والتي كانت المعقل الأساسي المتبقي لحركة المقاومة، ممَّا ترك عمر المختار في معزلٍ تامّ. أمام هذا الواقع نقل عمر المختار دائرة عملياته إلى الناحية الشرقية في الدفنا نظرًا لقربها من الحدود المصريَّة وذلك حتى يتمكن من إرسال المواشي التي يأتيه بها الأهالي إلى الأسواق المصرية في نظير أخذ حاجته من هذه الأسواق، مما جعل غراتسياني يقرر إقامة الأسلاك الشائكة على طول الحدود الشرقيَّة. وقد تكلَّفت الحكومة الإيطاليَّة 20 مليون فرنك إيطالي حتى تمكنت من مدّ الأسلاك من حدود البحر المتوسط إلى ما بعد الجغبوب، لكنها بالمقابل، وكما ذكر غراتسياني في مذكراته، أدَّت النتيجة المرجوَّة، فحرمت الثوَّار من الإمدادات التي كانت تأتيهم من مصر عن طريق المهاجرين.

## المختار في الأسر

### اعتقال المختار
في شهر أكتوبر سنة 1930 تمكن الطليان من الاشتباك مع المجاهدين في معركة كبيرة عثروا عقب انتهائها على نظّارات عمر المختار، كما عثروا على جواده المعروف مجندلًا في ميدان المعركة؛ فثبت لهم أن المختار ما زال على قيد الحياة، وأصدر غراتسياني منشورًا ضمنه هذا الحادث حاول فيه أن يقضي على «أسطورة المختار الذي لايقهر أبدًا» وقال متوعدًا: «لقد أخذنا اليوم نظارات المختار وغدًا نأتي برأسه».

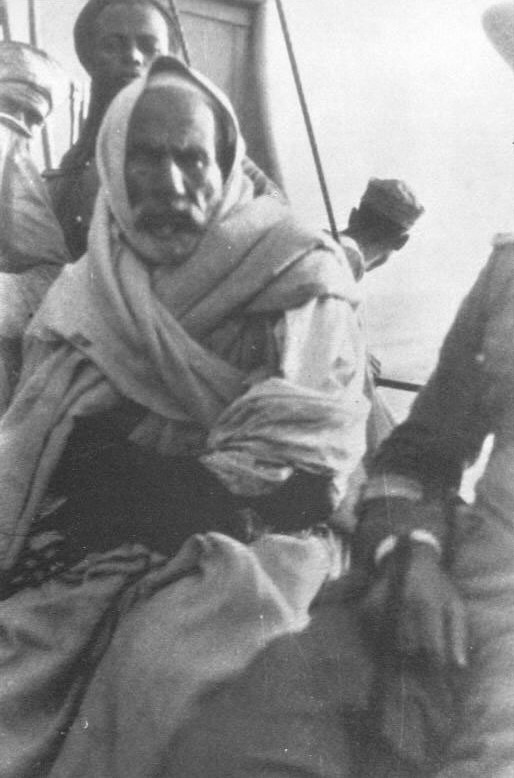
المُختار بعد أسره ونقله بالطرَّاد إلى بنغازي.

وفي 11 سبتمبر من عام 1931 توجَّه عمر المختار بصحبة عدد صغير من رفاقه، لزيارة ضريح الصحابي رويفع بن ثابت بمدينة البيضاء. وكان أن شاهدتهم وحدة استطلاع إيطاليَّة، وأبلغت حامية قرية السلنطة التي أبرقت إلى قيادة الجبل باللاسلكي، فحرّكت فصائل من الليبيين والإرتريين لمطاردتهم. وإثر اشتباك في أحد الوديان قرب عين اللفو، جرح حصان عمر المختار فسقط إلى الأرض. وتعرّف عليه في الحال أحد الجنود المرتزقة الليبيين فيقول المجاهد التواتي عبد الجليل المنفي، الذي كان شاهدًا على اللحظة التي أُسر فيها عمر المختار من قبل الجيش الإيطالي: «كنَّا غرب منطقة سلنطة... هاجمنا الأعداء الخيَّالة وقُتل حصان سيدي عمر المختار، فقدَّم له ابن اخيه المجاهد حمد محمد المختار حصانه وعندما همَّ بركوبه قُتل أيضًا وهجم الأعداء عليه.. ورآه أحد المجندين العرب وهو مجاهد سابق له دوره. ذُهل واختلط عليه الأمر وعزَّ عليه أن يُقبض على عمر المختار فقال: "يا سيدي عمر.. يا سيدي عمر!!" فعرفه الأعداء وقبضوا عليه. وردَّ عمر المختار على العميل العربي الذي ذكر اسمه واسمه عبد الله بقوله: "عطك الشر وابليك بالزر"».

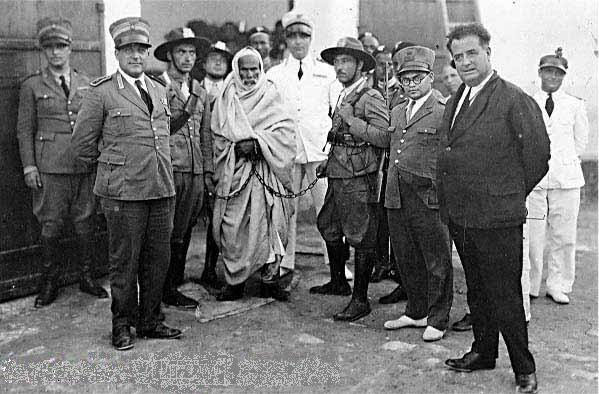
عُمر المختار في الأسر وقد كُبِّل بالسلاسل دون مراعاة سنّه وحالته الصحيَّة.

نُقلت برقية من موريتي، النبأ إلى كلٍ من وزير المستعمرات دي بونو وحاكم ليبيا بادوليو والفريق أوَّل غراتسياني، جاء فيها:
«تمَّ القبض على عمر المختار.. في عملية تطويق بوادي بوطاقة جنوب البيضاء. وقد وصل مساء الأمس إلى سوسة الكومنداتور دودياتشي الذي تعرف عليه ووجده هادئ البال ومطمئنًا لمصيره، الخسائر التي تكبدها المتمردون هي 14 قتيلًا». وتمَّ استدعاء أحد القادة الطليان، وهو متصرف الجبل الأخضر دودياشي الذي سبق أن فاوض عُمر المختار للتثبت من هوية الأسير. وبعد أن التُقطت الصور مع الأسير، نُقل عمر المختار إلى مبنى بلدية سوسة، ومن هناك على ظهر طرَّاد بحري إلى سجن بنغازي مُكبّلًا بالسلاسل. يقول غراتسياني في مذكراته أنَّه خلال الرحلة إلى بنغازي، تحدَّث بعض السياسيين مع عمر المختار ووجهوا إليه الأسئلة، فكان يجيب بكل هدوء وبصوت ثابت وقوي دون أي تأثر بالموقف الذي هو فيه. وقال أيضًا: «هذا الرجل اسطورة الزمان الذي نجا آلاف المرات من الموت ومن الأسر واشتهر عند الجنود بالقداسة والاحترام لأنه الرأس المُفكر والقلب النابض للثورة العربيَّة (الإسلاميَّة) في برقة وكذلك كان المُنظم للقتال بصبر ومهارة فريدة لا مثيل لها سنين طويلة والآن وقع أسيرًا في أيدينا».

### في السجن

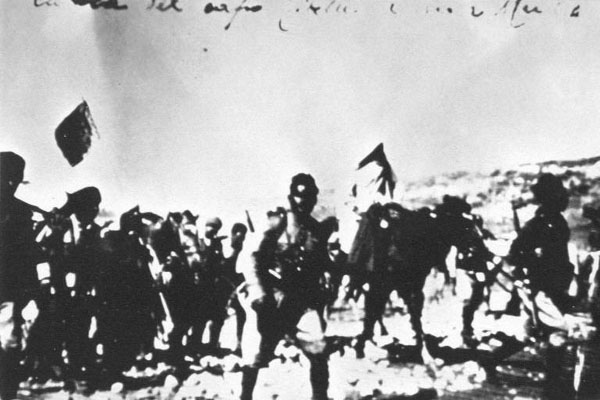
كوكبة ضخمة من القوَّات والجنود أثناء نقل المختار بعد أسره.

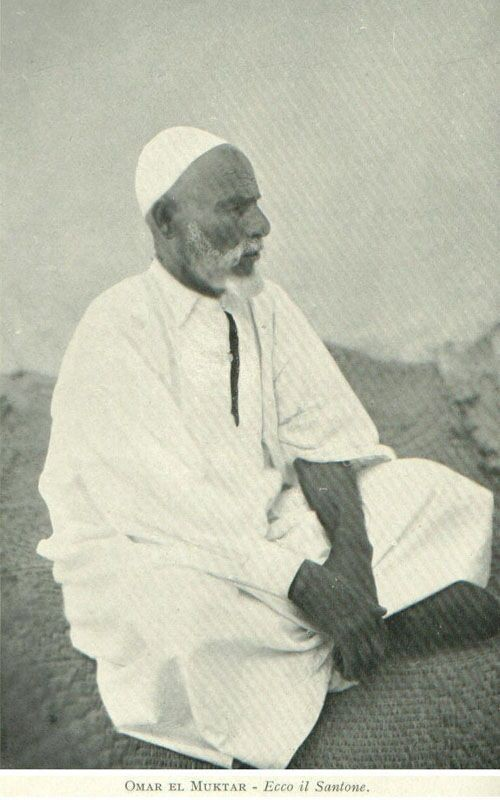
عمر المختار جالسٌ على الأرض في زنزانته.

عندما وصل الأسير إلى بنغازي، لم يُسمح لأي مراسل جريدة أو مجلَّة بنشر أية أخبار أو مقابلات، وكان على الرصيف مئات من المشاهدين عند نزوله في الميناء ولم يتمكن أي شخص مهما كان مركزه أن يقترب من الموكب المُحاط بالجنود المدججين بالسلاح. ونُقل المختار في سيَّارة السجن تصحبه قوَّة مسلَّحة بالمدافع الرشَّاشة حيث أودع في زنزانة صغيرة خاصة منعزلة عن كافَّة السجناء السياسيين وتحت حراسة شديدة، وكان يتم تغيير الحرَّاس كل فترة. ويقول مترجم كتاب «برقة الهادئة» الأستاذ إبراهيم سالم عامر أنَّ زنزانة عمر المختار كانت تحوي سريرًا من خشب وقماش وعلى أرضيَّتها قطعة من السجَّاد البالي لأجل وقع الرجلين عليه، ويُضيف أنَّ المختار كان يجلس عليها ويُسند ظهره على الجدران ويمد رجليه إلى الأمام حتى يُريحهما.
أثناء مكوث عمر المختار في السجن، أراد المأمور رينسي، وهو السكرتير العام لحكومة برقة، في أمسية الرابع عشر من سبتمبر أن يُقحم الشارف الغرياني في موقف حرج مع عمر المختار فأبلغه بأنَّ المختار طلب مقابلته، أي الغرياني، وأنَّ الحكومة الإيطاليَّة لا ترى مانعًا من تلبية طلبه، وذهب الشارف الغرياني إلى السجن لمقابلة المختار، وعندما التقيا خيَّم السكون الرهيب ولم يتكلم المختار فقال الشارف الغرياني مثلًا شعبيًّا مخاطبًا به المختار: «الحاصلة سقيمة والصقر ما يتخبل»، وماكاد المختار يسمع المثل المذكور حتى رفع رأسه ونظر بحدَّة إلى الشارف الغرياني وقال له: «الحمد لله الذي لا يُحمد على مكروه سواه» وسكت هنيهة ثم أردف قائلًا: «ربِّ هب لي من لدُنك رحمة وهيئ لنا من أمرنا رشدًا، أنني لم أكن في حاجة إلى وعظ أو تلقين، أنني أومن بالقضاء والقدر، وأعرف فضائل الصبر والتسليم لإرادة الله، إنني متعبٌ من الجلوس هنا، فقل لي ماذا تريد؟»، وهنا أيقن الشارف الغرياني بأنه غرّر به فزاد تأثره وقال للمختار: «ما وددت أن أراك هكذا ولقد أرغمت نفسي للمجيء بناءً على طلبك...» فقال المختار: «والجبل الشامخ أنا لم أطلبك ولن أطلب أحدًا ولا حاجة لي عند أحد»، ووقف دون أن ينتظر جوابًا من الشارف الغرياني، وعاد الأخير إلى منزله وهو مهموم حزين وقد صرّح بأنه شعر في ذلك اليوم بشيء ثقيل في نفسه ما شعر به طيلة حياته، ولما سُئل الشارف الغرياني عن نوع الثياب التي كان يرتديها عمر المختار أهي ثياب السجن أم ثيابه التي وقع بها في الأسر كان جوابه بيتان من الشعر للإمام الشافعي:

### المختار أمام غراتسياني

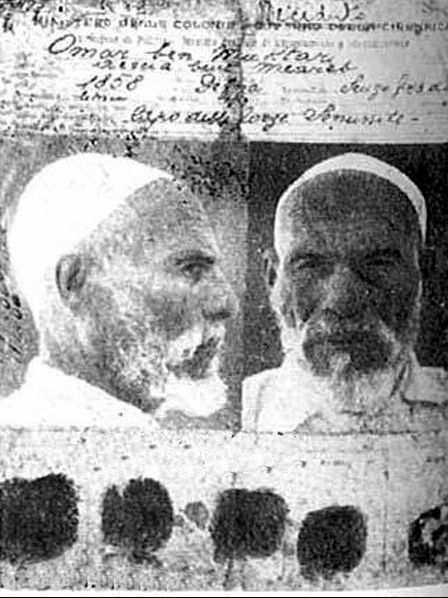
صورة لعمر المختار من الجانب ومن الأمام، بالإضافة لبصماته. ألتُقطت الصور وأُخذت البصمات بُعيد المُقابلة مع غراتسياني.

لم يصدق وزير المستعمرات الخبر في البداية. وغراتسياني الذي كان متوجهًا إلى باريس نزل من قطاره ليعود مسرعًا إلى بنغازي. ثم انقلبت دهشتهم إلى فرح هستيري، والإصرار على «محاكمة فوريَّة والإعدام بصورة صاخبة ومُثيرة» كما جاء في برقيَّة دى بونو وزير المستعمرات إلى بادوليو حاكم ليبيا. لكن ما فاجأ الطليان كان هدوء الأسير وصراحته المُذهلة في الرد على أسئلة المُحققين، بثباتٍ تام ودون مراوغة، إذ قال لهم: «نعم قاتلت ضد الحكومة الإيطاليَّة، لم أستسلم قط. لم تخطر ببالي قط فكرة الهرب عبر الحدود. منذ عشر سنوات تقريبًا وأنا رئيس المحافظية. اشتركت في معارك كثيرة لا أستطيع تحديدها. لا فائدة من سؤالي عن وقائع منفردة. وما وقع ضد إيطاليا والطليان، منذ عشر سنوات وحتى الآن كان بإرادتي وإذني. كانت الغارات تُنفَّذ بأمري، وبعضها قمت به أنا بنفسي. الحرب هي الحرب. أعترف بأنه قُبض عليّ والسلاح بيدي، أمام الزاوية البيضاء، في غوط اللفو، هل تتصورون أن أبقى واقفًا دون إطلاق النار أثناء القتال؟ ولا أشعر بالندم عمَّا قمت به».
وصل غراتسياني إلى بنغازي يوم 14 سبتمبر، وأعلن عن انعقاد «المحكمة الخاصة» يوم 15 سبتمبر 1931، وفي صبيحة ذلك اليوم وقبل المحاكمة رغب غراتسياني في الحديث مع عمر المختار. يذكر غراتسياني في مذكراته: «وعندما حضر أمام مكتبي تهيَّأ لي أنني أرى فيه شخصية آلاف المُرابطين الذين التقيت بهم أثناء قيامي بالحروب الصحراويَّة. يداه مُكبلتان بالسلاسل، رغم الكسور والجروح التي أُصيب بها أثناء المعركة، وكان وجهه مضغوطًا لأنه كان مُغطيًا رأسه بالجرد ويجرّ نفسه بصعوبة نظرًا لتعبه أثناء السفر بالبحر، وبالإجمال يُخيل لي أنَّ الذي يقف أمامي رجلٌ ليس كالرجال: له منظره وهيبته رغم أنَّه يشعر بمرارة الأسر، ها هو واقفٌ أمام مكتبي نسأله ويجيب بصوتٍ هادئ وواضح».
¤غراتسياني: لماذا حاربت بشدَّة متواصلة الحكومة الفاشيَّة؟
¤أجاب المختار: من أجل ديني ووطني.
¤غراتسياني: ما الذي كان في اعتقادك الوصول إليه؟
¤فأجاب المختار: لا شيء إلَّا طردكم ... لأنكم مغتصبون، أما الحرب فهي فرضٌ علينا وما النصر إلا من عند الله.
¤غراتسياني: لما لك من نفوذ وجاه، في كم يوم يمكنك أن تأمر الثوار بأن يخضعوا لحكمنا ويسلموا أسلحتهم؟
¤فأجاب المختار: لا يُمكنني أن أعمل أي شيء ... وبدون جدوى نحن الثوار سبق أن أقسمنا أن نموت كلَّنا الواحد بعد الأخر، ولا نسلّم أو نُلقي السلاح.
ويستطرد غراتسياني حديثه: «عندما وقف ليتهيأ للانصراف، كان جبينه وضاء كأنَّ هالة من نور تُحيط به، فارتعش قلبي من جلالة الموقف، أنا الذي خاض المعارك والحروب العالميَّة، والصحراويَّة، ولُقبت بأسد الصحراء، ورُغم هذا فقط كانت شفتاي ترتعشان ولم أستطع أن أنبس بحرفٍ واحد، فانتهت المُقابلة وأمرت بإرجاعه إلى السجن لتقديمه للمُحاكمة في المساء، وعند وقوفه حاول أن يمد يده لمُصافحتي ولكنَّه لم يتمكن لأن يديه كانت مُكبلة بالحديد. لقد خرج من مكتبي كما دخل عليّ وأنا أنظر إليه بكل إعجاب وتقدير».

## المحاكمة

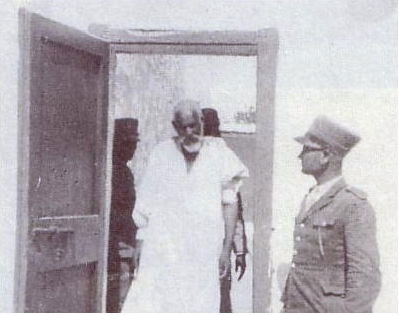
إحضار عمر المختار إلى قاعة المحكمة.

في الساعة الخامسة مساءً في 15 سبتمبر 1931 جرت محاكمة عمر المختار التي أعد لها الطليان مكان بناء برلمان برقة القديم، وكانت محاكمة صورية شكلًا وموضوعًا، إذ كان الطليان قد أعدوا المشنقة وانتهوا من ترتيبات الإعدام قبل بدء المحاكمة وصدور الحكم على المختار، ويبدو ذلك جليًّا من خلال حديث غراتسياني مع المختار خلال مقابلتهما، حين قال له: «إني لأرجو أن تظل شجاعًا مهما حدث لك أو نزل بك»، فأجابه المختار: «إن شاء الله».

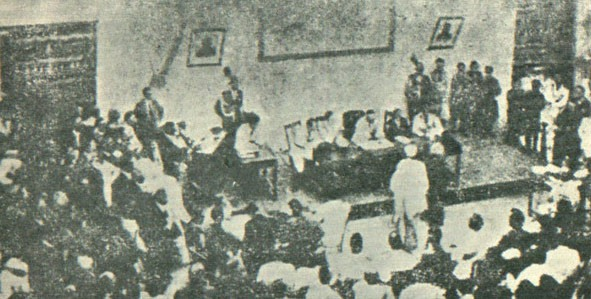
محاكمة عمر المختار. يظهر المختار في وسط الصورة (صاحب الرداء الأبيض) مُقابل قوس القضاة.

جيء بعمر المختار إلى قاعة الجلسة مكبلًا بالحديد، وحوله الحرس من كل جانب، وأُحضر أحد التراجمة الرسميين ليتولّى الترجمة للمختار وللقضاة، فلمَّا افتتحت الجلسة وبدأ استجواب المختار، بلغ التأثر بالترجمان، حدًا جعله لايستطيع إخفاء تأثره وظهر عليه الارتباك، فأمر رئيس المحكمة باستبعاده وإحضار ترجمان آخر فوقع الاختيار على أحد اليهود من بين الحاضرين في الجلسة، فقام بدور المترجم، وكان عمر المختار جريئًا صريحًا، يصحح للمحكمة بعض الوقائع، خصوصًا حادث الطيارين الإيطاليين أوبر وبياتي، الذين أسرهما المجاهدون قبل ذلك. وبعد استجواب المختار ومناقشته، وقف المدعي العام بيدندو، فطلب الحكم على عمر المختار بالإعدام. وكان لحضور المختار في المحكمة أمام خصومه أثرٌ في نفوسهم، فرؤية شيخ طاعن في السن مُكبَّل بالسلاسل، صريحٌ وشجاع عندما يتكلم، كان لها وقعٌ على الكثير من الحاضرين، ولعلَّ أبرز ما يُظهر ذلك هو أنه عندما جاء دور المحامي المعهود إليه بالدفاع عن المختار، وكان ضابطًا إيطاليًّا شابًا من رتبة نقيب يُدعى روبرتو لونتانو، حاول أن يُبقي على حياة المختار، فطالب بالحكم عليه بالسجن المؤبَّد نظرًا لشيخوخته وكِبر سنّه، متحججًا بأنَّ هذا عقاب أشد قساوةً من الإعدام. غير أنَّ المدعي العام، تدخل وقطع الحديث على المحامي وطلب من رئيس المحكمة أن يمنعه من إتمام مرافعته مستندًا في طلبه هذا إلى أنَّ الدفاع خرج عن الموضوع، وليس من حقه أن يتكلم عن كبر سن عمر المختار وشيخوخته ووافقت المحكمة. عندئذٍ وقف المحامي وقال: «إنَّ هذا المُتهم الذي انتدبت للدفاع عنه: إنما يُدافع عن حقيقة كلّنا نعرفها، وهي الوطن الذي طالما ضحينا نحن في سبيل تحريره، إنَّ هذا الرجل هو ابن لهذه الأرض قبل أن تطأها أقدامكم، وهو يعتبر كل من احتلها عنوة عدوًا له، ومن حقه أن يُقاومه بكل ما يملك من قوَّة، حتى يُخرجه منها أو يهلك دونها، إن هذا حق منحته إياه الطبيعة والإنسانية.. إنَّ العدالة الحقة لا تخضع للغوغاء وإني آمل أن تحذروا حكم التاريخ، فهو لا يرحم، إنَّ عجلته تدور وتسجّل ما يحدث في هذا العالم المضطرب». وهنا كثر الضجيج ضدَّ المحامي ودفاعه، لكنه استمر بالكلام والدفاع عن المختار، فقام النائب العام ليحتج، فقاطعه القاضي برفع الجلسة للمداولة، وبعد مضي فترة قصيرة من الانتظار دخل القاضي والمستشاران والمدعي العام بينما المحامي لم يحضر لتلاوة الحكم القاضي بإعدام عمر المختار شنقًا حتى الموت، وعندما تُرجم الحكم إلى عمر المختار اكتفى بالقول: «إنَّ الحكم إلّا لله.. لا لحكمكم المُزيَّف.. إنَّا لله وإنَّا إليه راجعون».

## إعدام عمر المختار

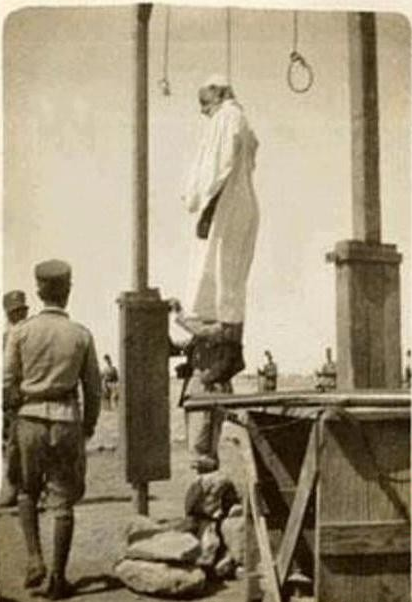
المختار معدمًا.

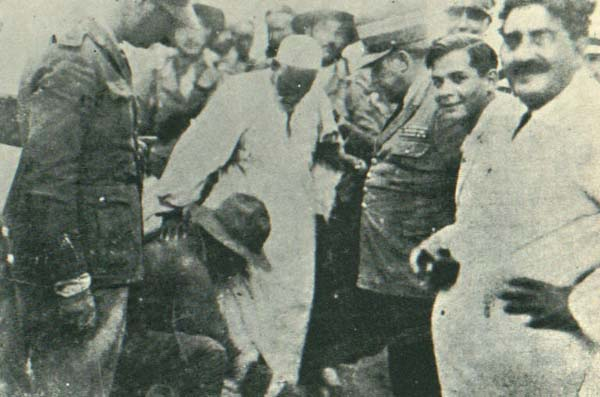
لحظة فك الأصفاد عن المختار تمهيدًا لإعدامه.

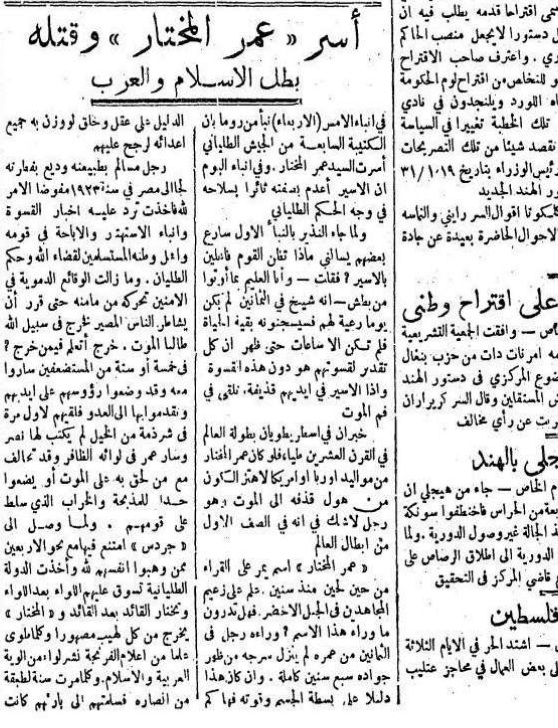
نشر جريدة الأهرام نبأ أسر وقتل عمر المختار في 18 سبتمبر 1931.

في صباح اليوم التالي للمحاكمة، أي الأربعاء في 16 سبتمبر 1931، اتُخذت جميع التدابير اللازمة بمركز سلوق لتنفيذ الحكم بإحضار جميع أقسام الجيش والميليشيا والطيران، وأُحضر 20 ألف من الأهالي وجميع المُعتقلين السياسيين خصيصًا من أماكن مختلفة لمشاهدة تنفيذ الحكم في قائدهم. وأُحضر المُختار مُكبَّل الأيادي وفي تمام الساعة التاسعة صباحًا سُلَّم إلى الجلّاد، وبمجرد وصوله إلى موقع المشنقة أخذت الطائرات تحلق في الفضاء فوق ساحة الإعدام على انخفاض، وبصوت مدوّي لمنع الأهالي من الاستماع إلى عمر المختار إذا تحدث إليهم أو قال كلامًا يسمعونه، لكنه لم ينبس بكلمة، وسار إلى منصة الإعدام وهو ينطق الشهادتين، وقيل عن بعض الناس الذين كان على مقربة منه انه كان يؤذن في صوت خافت آذان الصلاة عندما صعد إلى الحبل، والبعض قال أنه تمتم بالآية القرآنية: ﴿يَا أَيَّتُهَا النَّفْسُ الْمُطْمَئِنَّةُ ۝٢٧ ارْجِعِي إِلَى رَبِّكِ رَاضِيَةً مَرْضِيَّةً ۝٢٨﴾ [الفجر:27–28]، وبعد دقائق كان قد عُلّق على المشنقة وفارق الحياة.
سبق إعدام المختار أوامر شديدة الحزم بتعذيب وضرب كل من يبدي الحزن أو يظهر البكاء عند تنفيذ الحكم، فقد ضرب جربوع عبد الجليل ضربًا مبرحًا بسبب بكائه عند إعدام عمر المختار. ولكن علت أصوات الاحتجاج ولم تكبحها سياط الطليان، فصرخت فاطمة داروها العباريَّة وندبت فجيعة الوطن عندما علا المختار مشنوقًا، ووصفها الطليان «بالمرأة التي كسرت جدار الصمت». يقول الدكتور العنيزي: «لقد أرغم الطليان الأهالي والأعيان المُعتقلين في معسكرات الاعتقال والنازلين في بنغازي على حضور المحاكمة، وحضور التنفيذ وكنت أحد أولئك الذين أرغمهم الطليان على المحاكمة، ولكني وقد استبد بي الحزن شأني في ذلك شأن سائر أبناء جلدتي، لم أكن أستطيع رؤية البطل المجاهد على حبل المشنقة فمرضت، ولم يعفني الطليان من حضور التنفيذ في ذلك اليوم المشؤوم، إلا عندما تيقنوا من مرضي وعجزي عن الحضور».

### ليبيا بعد إعدام المختار
حاولت إيطاليا الاستفادة من مقتل عمر المختار، فعملت على استمالة المجاهدين إليها وإقناعهم إنَّ المقاومة لا فائدة تُرجى منها بعد أن سقط الرأس المُدبّر، لكن المجاهدين أبوا واجتمعوا وانتخبوا الشيخ يوسف بورحيل المسماري قائدًا للجهاد الإسلامي ووكيلًا عامًا للجهاد. وعلى أثر هذا التنصيب كلَّف الشيخ عبد الحميد العبَّار بالرحيل نحو شرق البلاد للقيام بحث الناس على الانخراط في جيش المجاهدين وحمل السلاح لمكافحة الجيوش والجهاد في سبيل العقيدة الإسلامية والدين. ولم يكن لمقتل المختار الأثر الذي توقعه الطليان، فلم يخف عزمهم أو يتلاشى، بل ازدادوا تصميمًا على القتال وتحرير البلاد من المحتل الأجنبي، فواصلت الحكومة الإيطالية حملات الانتقام ضدهم، حتى كانت الموقعة الحاسمة عند الحدود المصريَّة قرب الأسلاك الشائكة، فاجتاز الأسلاك بعض المجاهدين وقتل منهم عدد وأُسر عدد آخر، ولم يبقى إلّا الشيوخ القادة الأربعة، وهم: عبد الحميد العبَّار ويوسف بورحيل وعصمان الشامي وحمد بوخير الله. فقُتل الأخير ويوسف بورحيل وجُرح عصمان الشامي فأخذ أسيرًا، وأما عبد الحميد العبَّار فاستطاع أن يجتاز الأسلاك الشائكة بجواده نحو مصر. وبهذه النهاية انكسرت شوكة المجاهدين وتعثرت خطواتهم وأخمدت حركة الجهاد في ليبيا، واستتب الأمر لإيطاليا حتى حين، فعملت على خلق هويَّة جديدة للبلاد وحاربت الإسلام بعدة وسائل طيلة 11 عامًا، لكنها سرعان ما انشغلت بنشوب الحرب العالمية الثانية، التي خرجت منها خاسرة بعد بضع سنوات، وانسحبت كليًّا من ليبيا بتاريخ 7 أبريل عام 1943.

## الشخصية

### المظهر والطّباع والفكر
كان عمر المختار رجلاً معتدل الجسم، عريض المنكبين، شعر رأسه ولحيته أبيض ناصعا. وقد كان متديناً للغاية ومتمسّكاً بقوَّة بدين الإسلام، وكان مؤمناً بمبدأ الجهاد ومتحمّساً للأفكار الدينية حماساً عظيماً. وصفه الجنرال غراتسياني بأنه كان حادّ الذكاء واسع الثقافة قاسي الطباع، إلا أنَّه شديد النزاهة والتواضع، فكان فقيراً لا يملك شيئاً. وقال عنه أيضاً أنه متديّن متعصّب، إلا أنه رحيمٌ عندما تكون المقدرة في يده، وشديد الولاء والإخلاص لوطنه. وقال: «ذنبه الوحيد أنه كان يكرهنا كثيراً، وفي بعض الأحيان يسلّط علينا لسانه، ويعاملنا بغلظةٍ مثل الجبليّين، كان دائماً معادياً لنا ولسياساتنا في كافة الأحوال، ولا يلين أبداً، ولا يهادن، إلا إذا كان الموضوع في صالح وطنه ليبيا، ولم يخن قيادته، فهو دائماً موضع الاحترام رغم التصرّفات التي تبدر منه في غير صالحنا».

### الآراء والمواقف
كان عمر المختار شديد الولاء للسنوسية وشيوخها ومخلصاً لهم، ويظهر ذلك في عددٍ من المواقف. فقد حدث في شهر مارس عام 1923 أن سافر إدريس السنوسي إلى مصر، وبعده بفترةٍ جاء عمر المختار، فدعاه بعض أفراد قبيلته - قبيلة المنفة - لمقابلته هناك، لكن قبل أن يقبل الدعوة سأل عمَّا إذا كانوا قد دعوا معلّمه وشيخه إدريس عندما جاء إلى مصر المرة الماضية، ولمَّا علم أنهم لم يفعلوا رفض الدعوة قائلاً: «وكيف تظهرون لي العناية وتحضرون لمقابلتي وأنتم الذين تركتم شيخي الذي هو وليُّ نعمتي وسبب خيري. أما وقد فعلتم ذلك فإني لا أسمح لكم بمقابلتي ولا علاقة من الآن بيني وبينكم». إلا أنَّ إدريس عندما علم بالأمر أرسل له يأمره بعدم الوقوف عند ذلك ومقابلتهم، فأطاعه عمر المختار.
كما كان عمر المختار شديد العداء لإيطاليا بصفتها محتلَّة لبلاده. فعندما كان في مصر حاول بعض المسؤولين الإيطاليّين الاتصال به، ليعرضوا عليه أنه إذا ما انتقل للإقامة الدائمة في بنغازي أو المرج فإنَّهم سيقدمون له العون والمساعدة براتبٍ شهريّ كبير ويعزّون شأنه، وإن أراد يجعلونه الشخصية الأولى في ليبيا، أو إن شاء البقاء في مصر كلُّ ما عليه اللجوء وقطع علاقته بالسنوسية. وقال عمر عن هذا الحوار عندما كان في مصر:
حاولت الحكومة الإيطالية في 15 أغسطس سنة 1923 وكمحاولةٍ جديدةٍ لاستمالة عمر المختار، إصدار مرسوم رسمي يقرّه شيخاً لبلدة زاوية القصور وموظفاً براتبٍ حكومي يبلغ 900 فرنك شهرياً. وقد ذكر الجنرال الإيطالي رودلفو غراتسياني أنه «بقي كما هو لم يقبل، بل صمَّ أذنيه، ورفض كل المحاولات التي استخدمت من أجل استدراجه للخضوع أو الاستسلام. وكان شديداً مع حامل الرسالة والمرسوم، فلولا حسن حظه (ويعني الرسول) لكان مصيره الشنق أو الرمي بالرصاص». وعندما قبل الحسن بن رضا السنوسي بمعاهدة مع الإيطاليين تقضي بوقف القتال ضد الطليان مقابل بعض المرتَّبات التي تدفع إلى القادة الليبيّين، قال له عمر المختار: «لقد غرُّوك يا بنيّ بمتاع الدنيا الفاني».
وبعد عودته من مصر قابله بعض مشايخ برقة، فأخذوا بمحاولة تثبيط عزيمته للعدول عن القتال ضدَّ الطليان، بدعوى أنه أصبح طاعناً في السن ولا بُدّ له من الراحة، وأنه من السهل العثور على قائدٍ غيره لمتابعة القتال. إلا أنَّ عمر المختار ثار عند سماعه هذا لكلام، وأجاب جواباً قاطعاً عليه بقوله: «إن كل من يقول لي هذا الكلام لا يريد خيراً لي، لأن ما أسير فيه إنَّما هو طريق خيرٍ ولا ينبغي لأحد أن ينهاني عن سلوكها، وكل من يحاول ذلك فهو عدوّ لي». وكان يقول أيضاً عن نضاله ضد الطليان: «اللَّهم اجعل موتي في سبيل الله هذه القضية المباركة»، كما قال: «لا أغادر هذا الوطن حتى ألاقي وجه ربي والموت أقرب إليَّ من كل شيءٍ فإني أترقَّبه بالدقيقة»، وأيضاً عندما قيل له أن يترك القتال للذهاب إلى الحج: «لن أذهب ولن أبرح هذه البقعة حتى يأتي رسل ربي، وإنّ ثواب الحج لا يفوق ثواب دفاعنا عن الوطن والدين والعقيدة»، وقال: «كل مسلمٍ الجهاد واجب عليه وليس منه، وليس لغرض أشخاصٍ إنّما هو لله وحده».

## إرث المختار ورمزيته

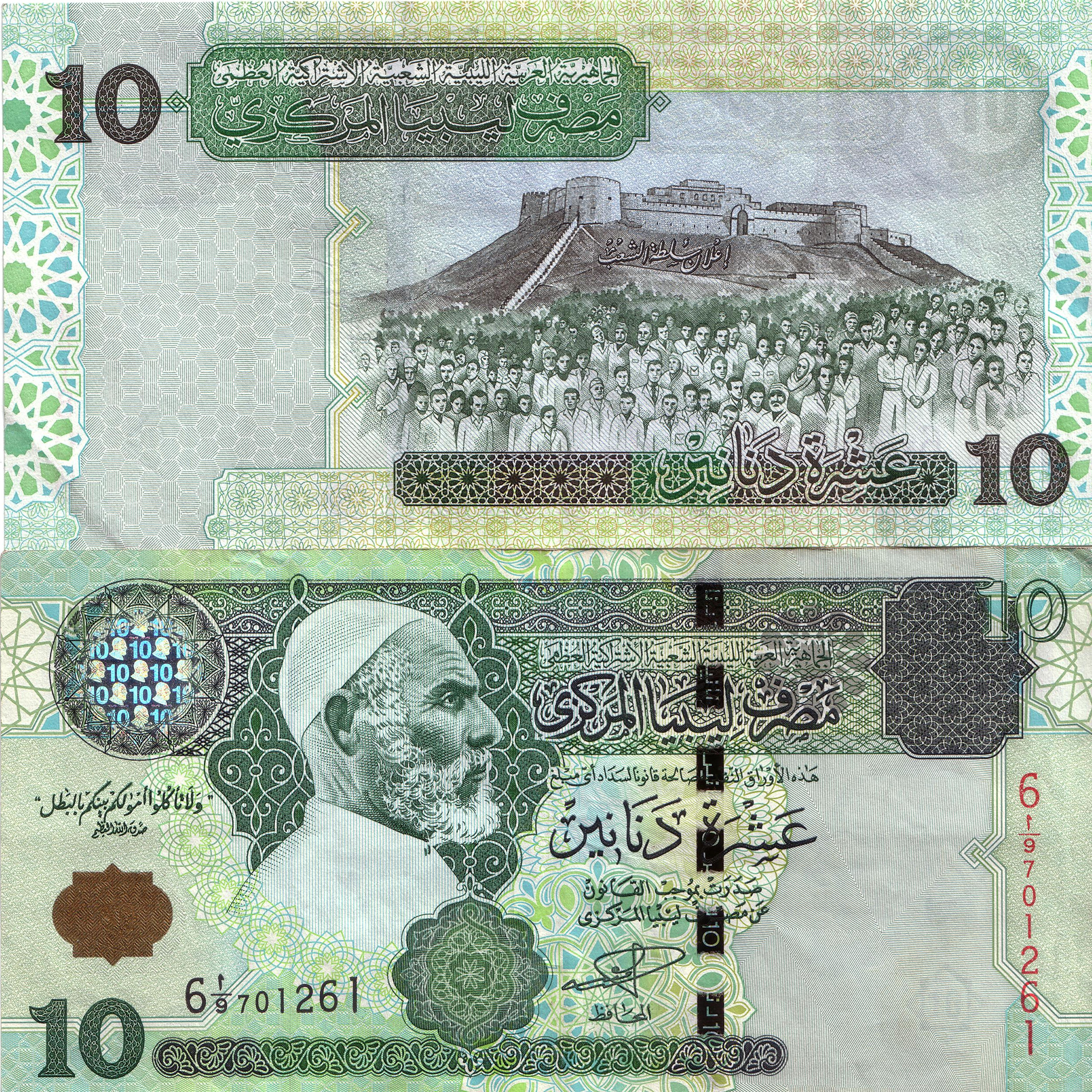
صورة عمر المختار على ورقة نقدية من فئة 10 دنانير ليبية.

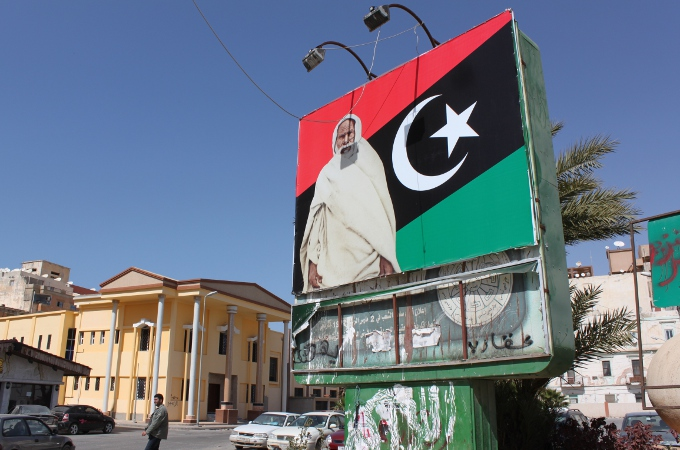
صورة للمُختار منصوبة في بنغازي خلال أحداث الثورة في ليبيا.

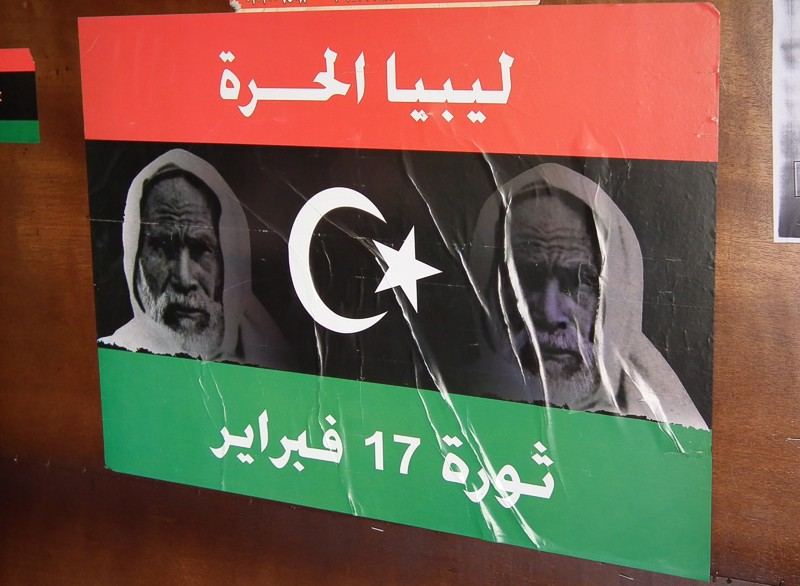
إحدى أعلام ليبيا أبَّان ثورة 17 فبراير وقد طُبعت عليها صورة المختار.

أصبح المختار عند العرب عمومًا والمسلمين منهم خصوصًا شهيدًا بطلًا، ومثال القائد الصالح صاحب العقيدة السليمة السويَّة، الذي بذل نفسه وماله للدفاع عن دينه وبلده ضدّ عدو عنصري لا يعرف الشفقة. كما أصبحت إحدى جملاته الأخيرة: «نحن لا نستسلم... ننتصر أو نموت.... وهذه ليست النهاية... بل سيكون عليكم أن تحاربوا الجيل القادم والأجيال التي تليه... أمَّا أنا... فإن عمري سيكون أطول من عمر شانقي» إحدى أبرز العبارات على لسان المقاومين في بعض الدول العربية التي عرفت الاحتلال. أصبح المختار أحد أهم وأشهر أعلام ليبيا، إن لم يكن أشهرهم، طيلة العقود التي تلت إعدامه، وحصد حب واحترام وتقدير الليبيين من جميع الأجيال، وقد ظهر ذلك بالأخص يوم الخميس 16 سبتمبر سنة 2010، الذي صادف الذكرى التاسعة والسبعين لإعدامه، إذ توقفت الحركة كليًّا في كافة أنحاء ليبيا في منتصف اليوم، ولمدة خمس دقائق، حدادًا، وكانت اللجنة الشعبيَّة العامَّة الليبيَّة أصدرت قرارًا بشأن اعتبار السادس عشر من سبتمبر الذي يحيي فيه الشعب الليبي الذكرى التاسعة والسبعين لإعدام المختار يومًا للحداد الرسمي في ليبيا. وقد خرجت المظاهرات والمسيرات الاحتجاجية تنديداً بالإعدام في مختلف الدول العربية، مثل تونس ومصر وفلسطين ولبنان وسوريا. كما وقد أقيمت المآتم له في مختلف أنحاء بلاد الشام، وصلِّيت عليه صلاة الغائب في جامع بني أمية الكبير بدمشق، ودعي على المنابر إلى مقاطعة إيطاليا وكافَّة بضائعها وأغلقت المحالّ حداداً عليه. وفي غزة، أطلقت البلدية على أحد أهمّ شوارع المنطقة اسم «شارع عمر المختار»،  ممَّا أثار غضب وسخط القنصل الإيطالي، وبعث على إثرها رسالة احتجاج إلى البلدية، إلا أن رئيس البلدية رفض الاستجابة إلى مطلب القنصل. أقيمت صلاة الغائب على روح عمر المختار في تونس هي الأخرى، وفي مصر كانت ردة الفعل شعبية عارمة تجلَّت في الصحف والجمعيات والطلاب والشعراء، وأقام له حمد الباسل باشا حفل تأبينٍ عظيم منعته الحكومة لأسباب سياسية، ولكن أعدّت له خطب وكلمات كثيرة،  وأعد له أحمد شوقي وخليل مطران قصائد شعرية خاصة ترثى عمر المختار.
وعلى الرغم من أن إتيليو تروتسي - حاكم برقة الإيطالية بين عامي 1927 و1929 - كان العدوَّ الأول لعمر المختار طوال سنين حكمه في برقة، إلا أنه وصفه في مذكراته المنشورة بعنوان «برقة الخضراء» بأنه «الرجل الذي لا يسعنا إلا أن نعترف له بالصّمود وبقوَّة الإرادة الخارقة حقاً». كما وقد كتبت عنه صحيفة التايمز البريطانية في اليوم التالي لإعدامه مقالاً، وصفته فيه بـ«الرجل الرهيب» و«شيخ القبيلة الضاري العنيف الذي بقي لسنواتٍ طويلةٍ يمثّل روح المقاومة العربية».
وعندما اندلعت ثورة 17 فبراير ضد حكم العقيد معمَّر القذَّافي، سار الثوَّار على نهج المختار واتخذت آراءه وأقواله مصدرا لإلهام الثورة، فمنذ اللحظة الأولى لخروج الليبيين إلى الشوارع للتظاهر ضد القذَّافي الذي طال حكمه لنحو 42 عامًا، لوحظ رفع صور عمر المختار، وكأن الثوَّار يسترجعون سيرته في مواجهتهم للقذَّافي، والذي قارنوه في مخيلاتهم بالمحتل الإيطالي الذي نهب ثروات بلادهم فخرجوا عليه لإسقاطه، كما شوهدت لافتات عدَّة كتب عليها بعض أقوال المختار، لعل أبرزها «نحن لا نستسلم.. ننتصر أو نموت». وبعد سقوط القذَافي عبَّر محمد الشريف، رئيس المجالس المحليَّة بالمجلس الانتقالي الوطني الليبي أنَّ عمر المختار هو «المصباح الذي سارت على هداه الثورة الليبية». ومن شدَّة رمزيَّة عمر المختار في ليبيا خصوصًا، أقدم رئيس الوزراء الإيطالي سيلڤيو برلسكوني على الانحناء أمام محمد المختار، نجل عمر المختار، وقبَّل يده متعذرًا عن كل المآسي التي تسببت بها إيطاليا للشعب الليبي، عندما كان كلٌ من القذَّافي وبرلسكوني يسعيان لفتح صفحة جديدة في العلاقات الليبيَّة الإيطاليَّة.

## المختار في الثقافة

الممثل أنطوني كوين بدور عمر المختار.

رثا أمير الشعراء أحمد شوقي عمر المختار بقصيدة من الشعر قال فيها:
كما رثاه الكثير من الشعراء الآخرين ونظموا عنه الشعر. ظهرت شخصيَّة عمر المختار في فيلم «أسد الصحراء» من عام 1981، من إخراج مصطفى العقَّاد، وهو فيلم ناطق باللغة الإنگليزيَّة، لعب فيه الممثل المكسيكي - الأمريكي أنطوني كوين دور المختار، وقد ظهر كوين شديد الشبه بعمر المختار بعد أن أطلق لحيته. بدأ تصوير الفيلم في 4 مارس سنة 1979، وجرى في أغلب مواقع الأحداث الحقيقيَّة، وانتهى في 2 أكتوبر من نفس العام، وعُرض في الصالات السينمائيَّة سنة 1981. بالإضافة إلى ذلك، يظهر المختار على العملة الورقيَّة الليبيَّة من فئة عشرة دنانير.

## الوصلات الخارجية
- عمر المختار، القاهرة، الطاهر الزاوي،1932 م.
- عـمر المختار. نشأته وجهاده.
- ليبيا تحيي الذكرى السابعة والسبعين لإعدام عمر المختار بحداد وطني.
- المختار أسد الصحراء، إسلام أون لاين، 1 سبتمبر 2000م.